# Черри-Гаррард, Эпсли
Э́псли Джордж Бе́нет Че́рри-Га́ррард (англ. Apsley George Benet Cherry-Garrard, 2 января 1886 года, Бедфорд — 18 мая 1959 года, Лондон) — британский аристократ, путешественник, участник экспедиции Р. Скотта в Антарктику в 1910—1913 годах. Более всего известен своими мемуарами «Самое ужасное путешествие» (1922), в которых содержится комплексное описание событий экспедиции глазами их очевидца и критика начальника — Роберта Скотта. По выражению полярника и историка В. С. Корякина, Черри-Гаррард «оставил книгу, которая на его родине пользуется не меньшей популярностью, чем дневник самого Р. Скотта».
Эпсли Черри-Гаррард родился в знатной семье потомственного военного, получив гуманитарное образование в Винчестерском колледже и колледже Крайст-Чёрч. Не имея определённых обязанностей (полученное наследство позволяло вообще не заботиться о средствах), Черри-Гаррард отправился в длительное путешествие по Австралии, Индии и Дальнему Востоку, побывав также в Калифорнии. Случайно узнав о готовящейся экспедиции в Антарктиду, он упросил Эдварда Уилсона ходатайствовать за него, и получил место ассистента биолога за пожертвование в 1000 фунтов стерлингов. С 27 июня по 1 августа 1911 года в разгар антарктической зимы Уилсон, Бауэрс и Черри-Гаррард совершили 60-мильный (97 км) поход на мыс Крозье — впервые в обстановке полярной ночи. Он сопровождал полюсный отряд Роберта Скотта до ледника Бирдмора, а с 26 февраля по 16 марта 1912 года вместе с Дмитрием Гиревым пытался разведать трассу на Юг и отыскать отряд Скотта. Позднее выяснилось, что полюсная партия погибла в 12 милях от крайней достигнутой ими точки; Черри-Гаррард всю жизнь считал себя виновным в гибели командира и своих друзей Уилсона, Бауэрса и Отса. Вероятно, он страдал от посттравматического стрессового расстройства.
После начала Первой мировой войны пошёл добровольцем в вооружённые силы, и, несмотря на близорукость, был причислен к частям бронеавтомобилей Королевского военно-морского флота. В реальных боевых действиях он не принимал участия, а в 1915 году был поражён психосоматическим расстройством, и в 1916 году был комиссован по состоянию здоровья. Проживая в своём имении, он познакомился с Джорджем Бернардом Шоу, и, пользуясь его советами, завершил свою книгу об экспедиции Скотта — «Самое ужасное путешествие». Первое издание увидело свет в 1922 году и было распродано за три недели. В 1920—1930-е годы Черри-Гаррард вёл праздный образ жизни на доходы от поместий и инвестиций, а также гонорары от переизданий своей книги. Во время Второй мировой войны он пережил тяжёлый приступ депрессии, от последствий которой страдал до конца жизни. В последнее десятилетие увлёкся библиофилией и собрал ценное книжное собрание. Книга Черри-Гаррарда продолжает переиздаваться и рассматривается как важный первоисточник и как художественное произведение. Имя путешественника увековечено на географической карте Антарктики и в биологической систематике.

## Ранняя биография (1886—1910)

### Происхождение. Детские годы

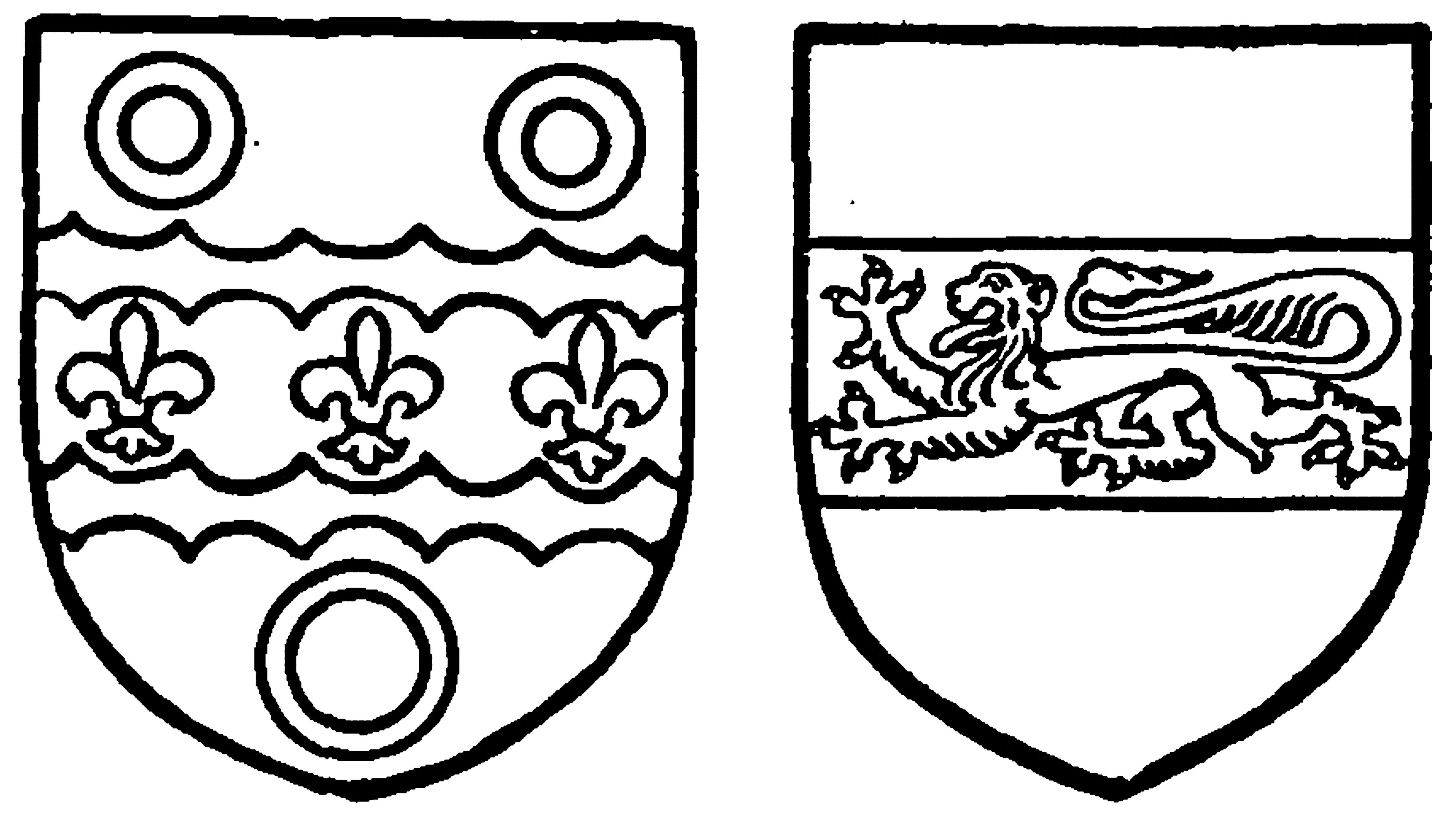
Гербы родов Черри (слева) и Гаррард (справа)

Эпсли Черри появился на свет 2 января 1886 года в Бедфорде, в доме 15 на Лансдаун-роуд. Его отцу — полковнику Эпсли Черри-старшему, было 53 года, матери, — урождённой Эвелин Эдит Шарпин, было 28 лет. Родители происходили из респектабельных семейств государственных служащих, священников и врачей. Согласно семейному преданию, род Черри происходил из Пикардии (de Cherie), в Англии его представители поселились в XV веке. Начиная с прадеда, все представители рода делали карьеру в Индии. Отец служил в 90-м пехотном полку, отправленном на подавление Сипайского восстания, участвовал в захвате Лакхнау и умиротворении Ауда. Прослужив в Индии двадцать лет, вместе с полком Черри был переведён в Южную Африку и участвовал в аннексии Трансвааля в 1877 году. К 1878 году он дослужился до подполковника, имел боевые награды. В 1883 году, получив очередное повышение, полковник Эпсли был возвращён в Англию комендантом Бедфордских казарм. 29 января 1885 года он женился на дочери известного местного врача Шарпина, которая отличалась благочестием. Дети впоследствии всегда упоминали о гармоничном браке своих родителей; для аристократов викторианской эпохи необычным было то, что Эпсли-старший и Эвелин всегда делили одну спальню. В 1887 году родилась дочь Ида, в том же году после смерти старшего брата полковник Черри унаследовал поместье Денфорд в Беркшире и небольшое состояние, после чего ушёл в отставку с военной службы, получив почётное звание генерал-майора. Впоследствии он неоднократно занимал пост мирового судьи в Хартфордшире, а также был награждён орденом Бани. Семейство Эпсли было принято в домах владетельных персон, в том числе рода Карнарвонов. В 1889—1891 годах появились на свет дочери Элси и Милдред. Первенец (семейным прозвищем его было «Лэдди») рос на деревенском приволье, и любил общаться с егерями и лесорубами, а компанию ему составляли дети рабочих, нанятых в поместье. Судя по сохранившимся письмам, к пяти годам он более или менее овладел грамотой.
Летом 1892 года после кончины тётки Оноры Дрейк Гаррард, генерал Черри унаследовал обширное поместье Ламер в Хартфордшире, в 60 милях от семейных владений. Его территория превышала Денфорд в 15 раз, поместье приносило солидный доход, поскольку располагалось в 45 минутах езды на поезде от Лондона, где был гарантированный сбыт произведённого в поместье продовольствия. Имелся и дом в столице, который сдавали под офис хлопковой фирмы, а также финансовые активы в 130 000 фунтов стерлингов — очень солидная по тем временам сумма. Семейство Черри поднялось по социальной лестнице; королевским декретом от 30 сентября 1892 года им была присвоена двойная фамилия Черри-Гаррард.

### Годы учения

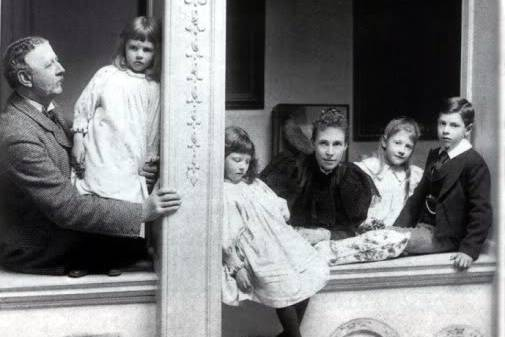
Семейство Черри-Гаррардов в 1896 году. Десятилетний Эпсли крайний справа

Поместье Ламер (название, вероятно, происходило от фамилии фр. De La Mare) существовало с XIV века и сделалось главной семейной резиденцией. Обширный усадебный дом и парк были обустроены в 1790-е годы; семья могла вести аристократический образ жизни и располагала обширным штатом слуг. Отец занял в графстве пост мирового судьи, мать участвовала в управлении хозяйством и как дочь врача заботилась о семьях своих арендаторов. Генерал Черри-Гаррард завёл в доме военные порядки и следил за нравственностью (служанки не могли покидать своих комнат после отбоя), также он был увлечённым охотником на фазанов. 7-летний Эпсли пристрастился к охоте на лис, о чём свидетельствует одно из писем к матери. Зимой он катался на коньках по льду замёрзшего пруда у конюшен (в поместье было 8 верховых лошадей), а летом ловил раков. Довольно рано у него развилась близорукость, что препятствовало игре в крикет. Отец занимался с единственным сыном латынью, готовя его к школе в Фолкстоне, куда Эпсли-младший пошёл в сентябре 1894 года. Школа была основана преподобным Хасси, недовольным порядками в Хэрроу, которую когда-то окончил. Несмотря на робость и близорукость, Черри-Гаррард вписался в коллектив, и часто оставался в школе на каникулах, поскольку в 1896 году у него появилась младшая сестра Маргарет. Рождественские каникулы они провели с отцом в Девоншире.
В сентябре 1899 года Эпсли Черри-Гаррард поступил в Винчестерский колледж, в котором его однокашником оказался Арнольд Тойнби, а через год поступил и Джордж Мэллори. В колледже поддерживались крайне жёсткие порядки (включая надзор старших, холодные ванны и подъём в шесть утра) и классическая учебная программа. 13-летний Эпсли изучал латынь, английскую литературу, историю, богословие, математику и естественные науки. Культивировался спорт и активные игры, наиболее престижными были крикет и футбол, а также плавание. Эпсли не отличался особыми способностями, хотя состоял в престижном дискуссионном клубе. Тогда никак не проявлялись и его литературные способности; за все годы обучения он не получил ни одной награды; принудительное посещение англиканских богослужений привило ему на всю жизнь отвращение к религии. По словам его биографа Сары Уилер, «став взрослым, Эпсли инстинктивно признавал существование высших сил, но сознательно не был способен воспринять христианские принципы».
В 1901 году 69-летний генерал Черри-Гаррард стал отцом в шестой раз (пятую дочь назвали Эдит) и получил почётное назначение главным шерифом графства Хартфордшир. Эпсли, пережив два года «дедовщины», теперь мог посещать дом на летних каникулах и даже был избран старостой своей группы. Он так и не стал популярным в компании, ограничивался узким кругом друзей и не улучшил учебных показателей. Отец предложил ему изучать классическую филологию в престижном колледже Крайст-Чёрч (Оксфордский университет), который когда-то закончил он сам, и 18-летний Черри-Гаррард сумел туда поступить. Впрочем, в колледже поддерживались те же сословные и возрастные ограничения, что и в Винчестере (например, первокурсники не имели права занимать кресла перед камином в факультетской гостиной). Плохое зрение не помешало Эпсли вступить в команду гребцов, и увлечение этим видом спорта он сохранил на всю оставшуюся жизнь, но и в Оксфорде он более ничем не выделялся. О его личностном и эмоциональном развитии этого периода не известно почти ничего. Убедившись на первом курсе, что антиковедение ему чуждо, Черри-Гаррард выбрал ряд курсов по современной истории. Из-за болезни отца, в 20-летнем возрасте Эпсли пришлось брать на себя управление майоратом, в котором только перечень имущества, подлежащего страхованию, занимал почти 200 страниц, из которых 29 были посвящены столовому серебру. Фактическим управляющим на долгие годы стал юрист Артур Фаррер из Линкольнс-Инн, а в день совершеннолетия (2 января 1907 года) отец формально освободил Эпсли от обязанностей главы рода. Генерал Эпсли Черри-Гаррард старший скончался после двух пополудни 8 ноября 1907 года в 75-летнем возрасте, и был похоронен на приходском кладбище Сент-Хеленс с воинскими почестями. Вдова и дочери поселились в Брайтоне в доме деда Шарпина, который скончался в Страстную Пятницу 1908 года. Эпсли-сын был вынужден одновременно заниматься делами своих поместий и университетскими обязанностями, включая команду по гребле. Его команда в 1908 году выиграла Большой кубок Королевской регаты Хенли, победив в финале команду Итона. На выпускных экзаменах он даже оказался в третьей четверти списка, то есть окончил университет с приемлемыми результатами.

### Поиск призвания

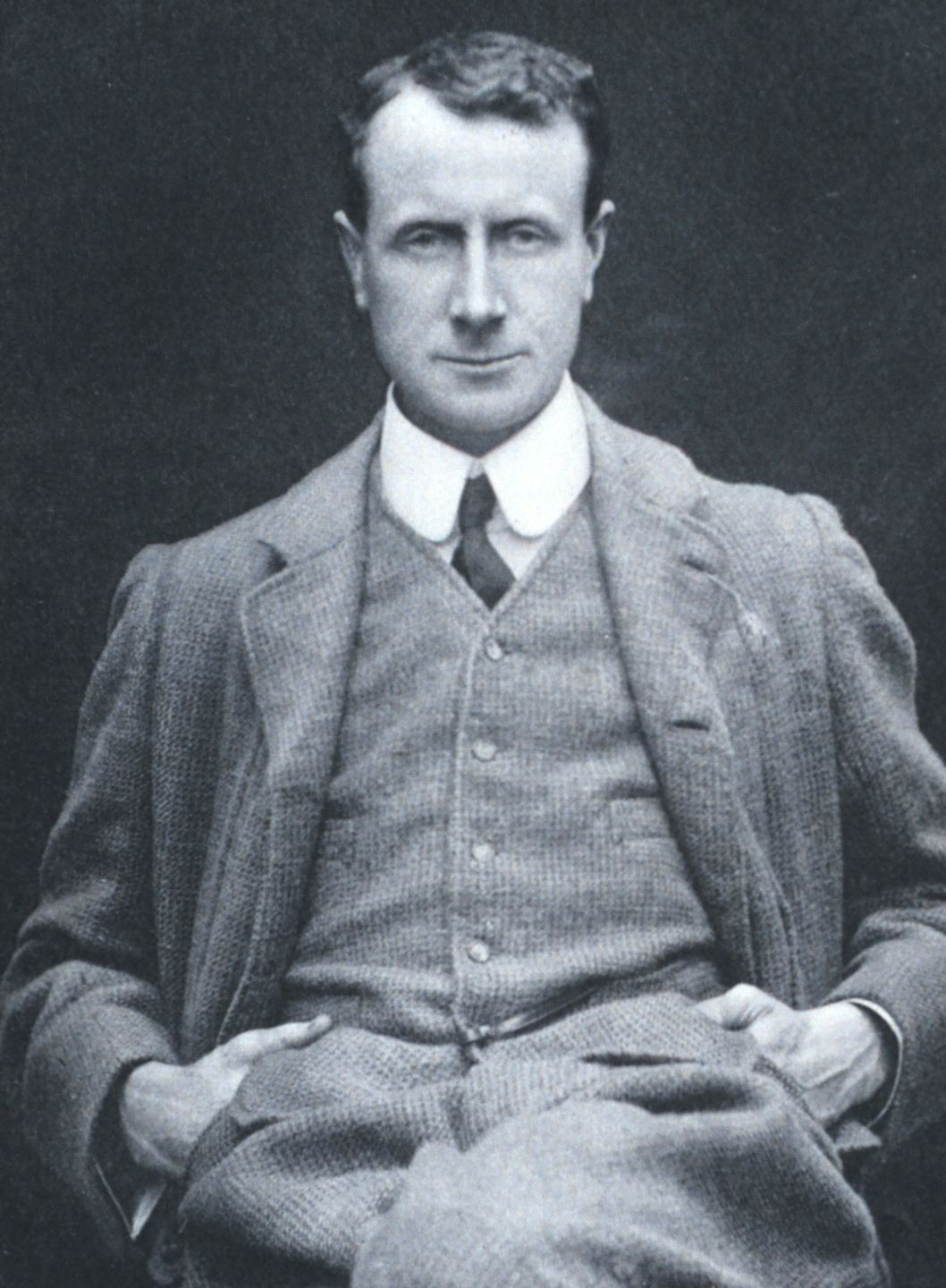
Эдвард Адриан Уилсон

Окончив университет, Черри-Гаррард заявил матери, что не знает, чем будет заниматься в жизни, поскольку его не прельщала карьера юриста. У него не было необходимости работать, поскольку рента с поместий и вложения в акции и фонды приносили большой и стабильный доход. При этом окружающие ожидали, что он продолжит дело отца, и станет или помещиком, или военным. В Ламере распоряжались его сёстры и мать, которые занимались благотворительностью, держали домашний театр и танцевальный класс. Осенью 1908 года Эпсли отправился в Шотландию к дяде Реджинальду Смиту (тридцатью годами старше него), который тогда был знаменитым адвокатом и редактором журнала «Cornhill Magazine», издаваемого его тестем. В загородном бунгало Смитов Черри-Гаррард познакомился с Эдвардом Уилсоном и его женой Орианой, которые приехали туда погостить. Уилсон в 1901—1904 годах участвовал в британской национальной экспедиции в Антарктиду в качестве врача и биолога. Несмотря на краткость общения, между ними возникла симпатия, а Уилсон высоко оценил интеллект Эпсли.
В октябре 1908 года Черри-Гаррард вернулся в родовое гнездо, чтобы окончательно вступить в права наследования, как Денфордом, так и Ламером, а также залоговым держанием в Суонси, и некоторыми другими землями. В списке имущества значились, например, «два бушеля семенного картофеля», «садовые качели» и «кот с шерстью каштанового цвета» (стоимость которого оценить затруднились). Эвелин Черри-Гаррард, которой по завещанию отошла рента от Денфорда, настаивала, чтобы сын женился и обосновался в поместье. Разумным компромиссом для сына, который больше всего стремился уехать за границу, стало участие в благотворительной церковной миссии Oxford House. Её глава — будущий епископ Гарри Вулкомб — предложил Эпсли отправиться в Австралию по делам миссии.
16 мая 1909 года Вулкомб и Черри-Гаррард отплыли на пароходе «Ормуз» компании Orient Steam Navigation Company через Гибралтар, Марсель, Неаполь и Порт-Саид. Путешествовали они первым классом, их каюты были отделаны мрамором, бархатом и красным деревом, имелась и ванная комната. В Италии они посетили Везувий и Помпеи. Первая длительная остановка была в Коломбо, где у Вулкомба имелся филиал его организации. Закончив дела в здешнем братстве, включавшем 2500 человек, Вулкомб и Черри последовали в Перт, куда прибыли 17 июня. Далее их путь лежал в Аделаиду и Хобарт. К сентябрю они добрались до Брисбена, где 13-го числа Эпсли прочитал в газете объявление о второй экспедиции Скотта в Антарктиду. Новый знакомец Уилсон оказался главой научного отряда экспедиции, и Черри-Гаррард немедленно принял решение присоединиться к нему. Эпсли написал ему и дяде Смиту, предложив тут же вернуться в Англию для собеседования, и бросив всё, отплыл на грузовой шхуне на Целебес и далее добрался до Сингапура, откуда совершил поездку в Японию и даже взобрался на Фудзи, а также купил для матери и сестёр кимоно. Новый год Эпсли встретил в Калькутте, где получил письмо «дяди Реджи», что штат экспедиции заполнен, хотя Смит хлопотал, упирая на то, что Эпсли не претендует на жалованье. Посетив подножье Канченджанги, Черри-Гаррард на свой день рождения получил письмо лично от Уилсона, датированное 8 декабря предыдущего года. Роберт Скотт был готов взять необученного помощника на все руки, но Уилсон рекомендовал подключить имеющиеся связи, а сам гарантировал, что «заявление не будет забыто», но не более того.
Черри-Гаррард из Индии отправился кружным путём: через Тихий океан он добрался до Сан-Франциско, но не стал задерживаться в США. На следующий день после возвращения (7 апреля) он был приглашён Уилсоном в Девонширский клуб на файв-о-клок. Здесь он узнал, что общее число заявок на участие в экспедиции превысило 8000, однако спустя 10 дней Смит передал предложение Уилсона. Экспедиция была очень стеснена в финансах, и щедрое пожертвование могло бы решить вопрос в его пользу. Прецедент уже был: за пожертвование в команду был включён капитан Отс. Тем не менее, 21 апреля Скотт отверг кандидатуру Черри-Гаррарда, однако 25-го числа тот написал Уилсону, что перечислит в фонд экспедиции 1000 фунтов стерлингов при любом исходе дела. В среду, 27 апреля 1910 года Эпсли с документом о медицинском осмотре (как посоветовал Уилсон) пришёл в офис Скотта на Виктория-стрит, 36. Место ассистента врача было получено. Историк полярных экспедиций Роланд Хантфорд в этой связи писал, что «Уилсон… явно больше думал о том, что экспедиция может сделать для Черри-Гаррарда, чем о самой экспедиции».

## Экспедиция «Терра Нова» (1910—1913)

### Путь в Антарктиду. Первая зима

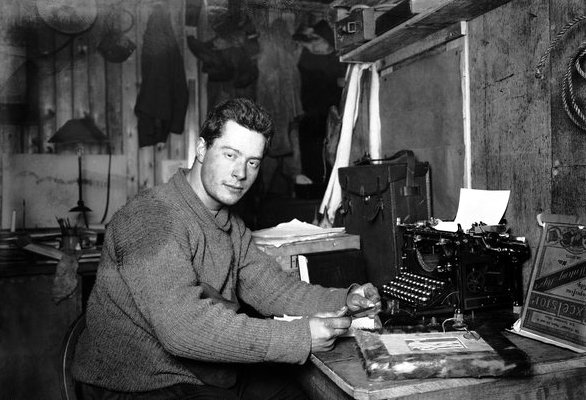
Черри-Гаррард за пишущей машинкой на базе экспедиции на мысе Эванса. Фото Герберта Понтинга 30 августа 1911 года

Эпсли Черри-Гаррард был принят в штат экспедиции за пять недель до отплытия, причём рассчитывал на 18-месячный срок пребывания в её составе. Скотт попросил его научиться печатать: в экспедиции было две пишущие машинки, которыми никто не умел пользоваться. Он также брал уроки кулинарии у семейного повара и учился обращаться с примусом. 1 июня барк «Терра Нова» покинул Лондонские доки, но Черри-Гаррард поднялся на борт спустя две недели в Кардиффе, где судно грузило уголь. Его провожали сёстры Элси и Милдред. Сам командир Скотт и половина научной команды должны были присоединиться к экспедиции в Новой Зеландии. На борту действовали военные порядки, но учёных (и даже неквалифицированных ассистентов) причисляли к офицерам. Переход до Кейптауна был тяжёл, поскольку барк сильно качало, и Эпсли страдал от морской болезни. Каюта с койкой Черри-Гаррарда носила ироническое прозвище «ясельной» (англ.  nursery), поскольку в ней разместили молодых участников экспедиции (ещё норвежца Трюгве Грана), помещение служило складом для экспедиционной библиотеки и фонотеки, а также обуви. Чтобы не пропустить своей вахты, Эпсли взял три будильника и двое наручных часов. Во время стоянки в Фуншале, он совершил подъём на пик Тейде, а также снял номер в отеле и принял ванну. Далее учёных использовали на чёрных работах, главным образом, по перегрузке угля из трюма и на откачке воды трюмными помпами — старое судно сильно протекало. Эпсли устроился помощником штурмана Пеннела и учился делать навигационные расчёты (впрочем, безуспешно), а также первым из научной группы освоил парусные работы. Иногда его посылали в кочегарку, даже в день пересечения экватора (17 июля). Во время плавания ему присвоили прозвище «Вишенка» (англ. Cherry), которое осталось на всю жизнь.
Черри-Гаррард исполнял и прямые обязанности ассистента Уилсона, помогая ему препарировать биологические образцы и набивать чучела. Во время 18-дневной стоянки в Южной Африке, Эпсли вместе с Бауэрсом и врачом Аткинсоном сняли номера в отеле в 5 милях от Кейптауна. Когда в ноябре экспедиция стояла в Литтелтоне, Эпсли получил письмо-дневник матери, которое она писала около 9 месяцев. Завершалось оно пожеланием найти после экспедиции хорошую жену, по поводу чего С. Уилер иронически заметила, что «ждать пришлось ещё 29 лет». Поскольку требовалось капитально перегрузить трюмы, Черри поставили стивидором для приёма свежей провизии, а супруга капитана — Кэтлин Скотт — проверяла каждую упаковку снаряжения для санных походов.
Переход через Южный океан был очень тяжёл: во время затяжного шторма судно набрало много воды и ему угрожала гибель. Когда остановились помпы, команде почти двое суток пришлось вычерпывать воду из трюма и машинного отделения вёдрами, пока механики пробивали переборку, чтобы пропустить шланг насоса. Черри-Гаррард цитировал дневник Реймонда Пристли:

Случись Данте увидеть наше судно в бедственном положении, он бы, наверное, добавил ещё один круг ада, хотя ему было бы очень трудно объяснить, почему души умерших не унывают и отпускают солёные шуточки.

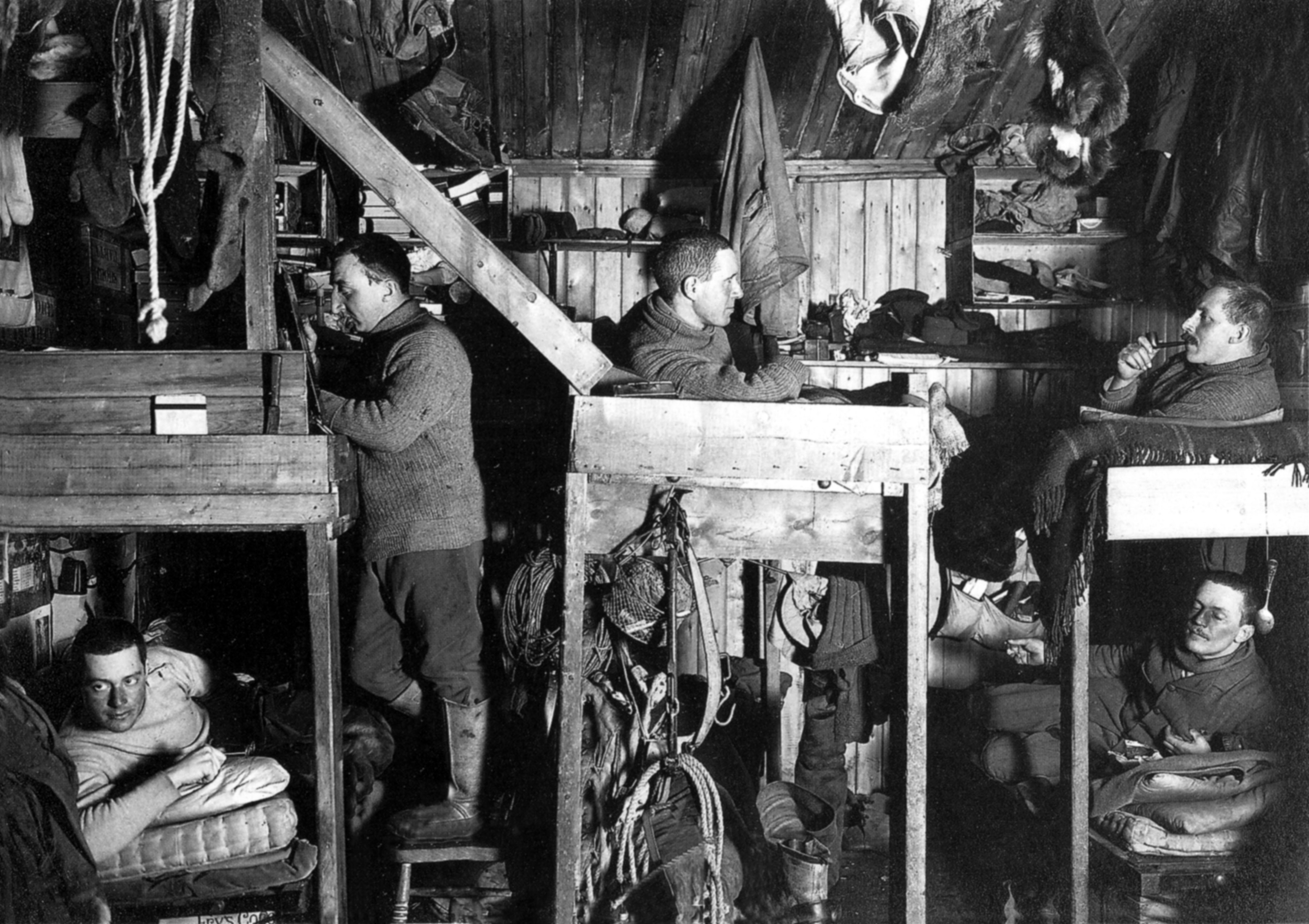
Интерьер офицерского отсека хижины Скотта. Фото Герберта Понтинга. Слева направо: Черри-Гаррард, Бауэрс, Отс, Мирз, Аткинсон

При первой высадке на Остров Росса, Черри был взят в шлюпку гребцом, но волнение и состояние льдов не позволили подойти к берегу. Когда началась выгрузка снаряжения, его приставили погонщиком пони, и Скотт отмечал его талант в обращении с животными. После постройки экспедиционной базы Эпсли получил место в отсеке вместе с Бауэрсом, Отсом, доктором Аткинсоном и кинологом Мирзом. Впрочем, если он хотел уединения, то мог пристроиться для сна в лаборатории, выгороженной в самом дальнем от входа углу дома. Далее его включили в отряд для закладки промежуточных складов для путешествия к Южному полюсу, который выступил 24 января 1911 года. Перед уходом Черри передал на «Терра Нова» пачку писем родным, и, в частности, сообщил матери, что если представится такая возможность, останется на вторую зимовку. Письмо дошло до адресата только 14 мая.
Закладочные походы завершились разочарованием Скотта в возможностях ездовых собак и гибелью нескольких пони, необходимых для похода следующим полярным летом. С 1 апреля началась зимовка, во время которой Черри, Отс и Бауэрс обихаживали пони, кормили их, массировали и выгуливали в лунном свете. Также Эпсли ассистировал учёным и отстаивал положенную по графику кухонную вахту, во время которой таскал уголь, лёд для растопки питьевой воды, убирался в зимовье и накрывал на стол. Это не всегда было безопасным занятием: однажды, при силе ветра 80 миль в час, Черри едва не был зашиблен 500-фунтовой замороженной тушей тюленя. По приказу Скотта, Эпсли редактировал экспедиционную газету South Polar Times, первый выпуск которой был посвящён плану достижения полюса. Отношения Черри-Гаррарда со Скоттом, в общем, были ровными, путешественник признавал, что капитан был приятным человеком и искренне уважал его. Некоторые аспекты руководства подвергались критике в дневнике и переписке, возможно, из-за множества сходных черт характера и темперамента обоих, в частности, изменчивого настроения. Напротив, в дневниках остальных членов команды капитан вызывал всеобщее недовольство.

### Зимнее путешествие

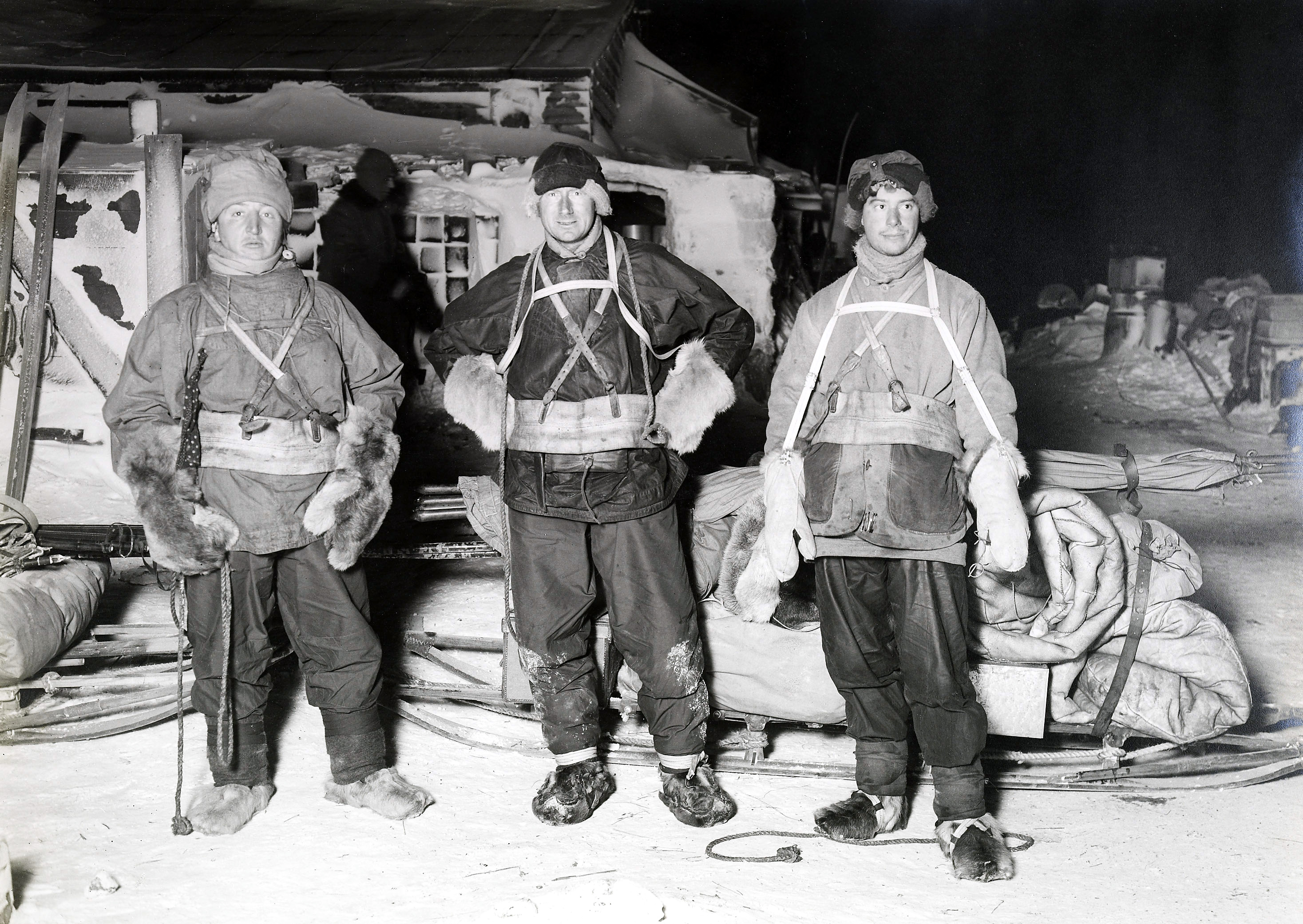
Бауэрс, Уилсон и Черри-Гаррард позируют перед выходом

С 27 июня по 1 августа 1911 года в разгар антарктической зимы Уилсон, Бауэрс и Черри-Гаррард совершили 60-мильный (97 км) поход на мыс Крозье для сбора яиц императорских пингвинов и испытания полярного снаряжения и рациона. Инициатором путешествия был Уилсон, который ещё во время экспедиции 1902 года хотел изучить особенности зимнего высиживания потомства пингвинами. Это был первый в истории полярных исследований зимний исследовательский поход в обстановке полярной ночи. Поход оказался чрезвычайно тяжёлым: чтобы преодолеть 97 км в почти полной темноте и на экстремальном холоде, потребовалось 19 дней. Средний груз на одного человека составлял 127 кг. Путешественники совершенно не были готовы к таким условиям:

Наши муки не поддаются описанию. Последующие недели были по сравнению с этими 19 днями блаженством. Условия не стали лучше, напротив, они ухудшились, но нам было всё равно. Я, например, так настрадался, что смерть — не слишком мучительная, конечно, — уже не страшила. Часто говорят о смерти как о подвиге… Это заблуждение — умереть легче всего; доза морфия, прыжок в приветливую трещину — и вот он, блаженный сон. Труднее продолжать жить…
Зачастую не удавалось пройти больше одной мили в сутки при температурах от −44 до −60 °C: снег более всего напоминал песок пустыни или крахмал. Из-за постоянного обледенения установка палатки требовала нескольких часов, чрезвычайно трудно было открывать мешки для провианта, керосин представлял собой некое подобие студня. Прибыв на мыс Крозье, экспедиционеры построили иглу из каменных глыб, сверху изолированных снегом, с брезентовой крышей, коньком для которой послужили сани. Им удалось подобраться к колонии пингвинов, в результате Уилсон добыл три яйца. Вскоре ураганом было разрушено иглу, и Уилсон принял решение о возвращении. На обратном пути во время 11-балльного шторма 22 июля ветром была унесена палатка, и трое людей провели около полутора суток в спальных мешках под открытым небом. Палатку удалось отыскать более чем в миле от места катастрофы: по счастью, во время урагана температура поднялась до −18 °C. Яйца пингвинов удалось сохранить, и они были впоследствии доставлены в Музей естественной истории в Южном Кенсингтоне.

### Великий поход на Юг

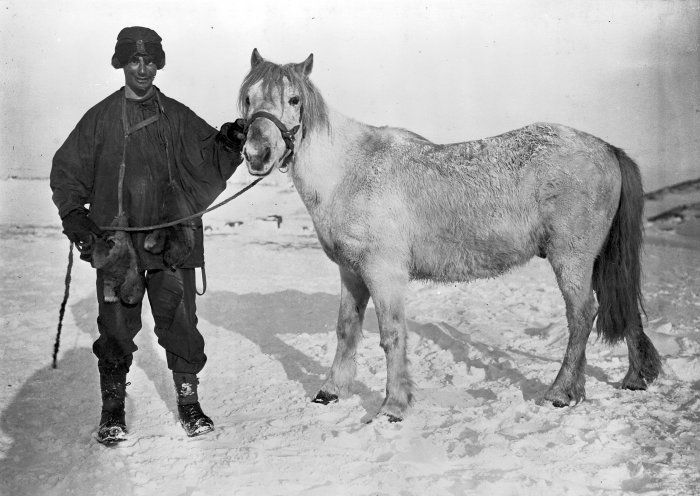
Черри-Гаррард и его пони Майкл. Фото Герберта Понтинга

Путешествие на мыс Крозье далось Черри тяжелее, чем Уилсону и Бауэрсу, как в физическом, так и в психологическом плане. Чтобы занять его, Скотт дал задание выписать и перепечатать на машинке пассажи из книги Шеклтона, посвящённые условиям на Полярном плато. Депрессия Эпсли только усилилась, поскольку он больше не верил в успех капитана. Тем не менее, окончание полярной ночи 21 августа приободрило зимовщиков. Черри-Гаррард подготовил второй номер газеты South Polar Times, который понравился больше, чем первый. Дальше он взялся за подготовку пони Майкла к походу — Эпсли должны были включить в один из отрядов, но он не знал, насколько далеко они зайдут на Юг. В конюшне он сильно сблизился с Отсом, поскольку (по словам С. Уилер), они были единственными аристократами во всей экспедиции, лидерами «консервативной фракции», разделяющими все предрассудки своего «квазифеодального» класса. Психологически они были прямой противоположностью: грубоватый экстраверт Отс, не слишком интеллектуальный человек действия, и склонный к неврозам интроверт Черри-Гаррард. Эпсли подготовил письмо-отчёт матери на 29 страницах, на случай, если не успеет вернуться из похода к приходу «Терра Новы». 15 октября был подготовлен третий выпуск South Polar Times, а уже 24-го на юг отправили транспортную партию Э. Эванса на двух моторных снегоходах. К 9 ноября они заложили склад Одной тонны (по массе провианта, уложенного там). Снегоходы не оправдали себя и были брошены.

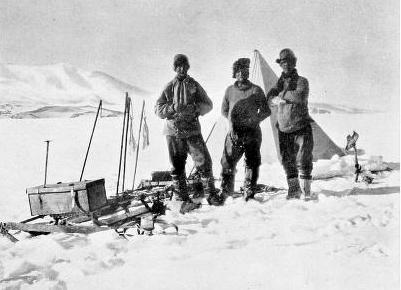
Черри-Гаррард, Кеохэйн и Аткинсон на пути с ледника Бирдмора

Весь месяц похода до ледника Бирдмора, Черри был погонщиком пони, и прошёл в морозы и пурги 370 миль в составе транспортного отряда, сопровождавшего Скотта и Уилсона. 1 декабря был заложен последний склад на равнине, это была их 27-я ночёвка. Пони Эпсли был застрелен 4 декабря — Скотт решил не брать лошадей на плато. Конина подкрепляла силы людей и ездовых собак, которыми заведовали Сесил Мирз и Дмитрий Гирев. Сильные пурги при температуре выше нуля привели к большой задержке, всё снаряжение промокло, а люди были сильно изнурены. 20 декабря Скотт объявил состав полярной партии, в которую Черри-Гаррард (его кандидатура обсуждалась) не был включён. В составе группы из 8 человек он должен был вернуться на базу. 22 декабря под командой доктора Аткинсона люди повернули на север; в пути они столкнулись с непогодой и ледниковыми трещинами. 2 января 1912 года Черри исполнилось 26 лет, причём эту дату не удалось отпраздновать; участников похода мучило постоянное чувство голода — припасов не хватало. Только 26 января отряд достиг мыса Эванса, куда вскоре пришла «Терра Нова». За три месяца Эпсли преодолел 1100 миль по антарктическим ледникам. Из полученной почты он узнал о новостях из дома: одно описание свадьбы сестры Лэсси (она вышла за викария-вдовца) заняло 50 страниц. Посылка из дома включала 60 книг, 30 шарфов и 18 галлонов хереса. Дальше Черри работал на разгрузке судна, которое привезло по заказу Скотта 7 гималайских мулов и 14 собак. В один день Эпсли сделал 20 миль челночных рейсов, но всё-таки успел написать ответы всем своим корреспондентам. Матери он отправил завещание, по которому Роберту Скотту должны быть перечислены 4000 фунтов стерлингов, если Эпсли не вернётся.
После возвращения Эдварда Эванса, опасно больного цингой, исполняющий обязанности командира Аткинсон приказал Черри в канун полярной зимы разведать трассу до Склада одной тонны. 26 февраля вместе с Д. Гиревым на единственной оставшейся собачьей упряжке они выступили на юг. Наступала полярная ночь: начиная с 28 февраля Эпсли и Дмитрий вынуждены были использовать свечи в палатке на привале. Добравшись до склада (3 марта), оба заболели, вдобавок, никто не догадался запасти корма для собак, и продвинуться дальше на юг было возможно, только убивая животных и скармливая их собратьям. Аткинсон специально приказал беречь собак, поскольку по инструкции Скотта они были нужны следующей весной для научных групп. Погода была настолько плохой, что при своей близорукости (очки всё время запотевали), Черри-Гаррард мог заблудиться. Прождав группу Скотта до 10 марта, они решили возвращаться: Дмитрий сильно отморозил правую руку. Оставив письмо для Скотта и канистру керосина, они повернули на север. Черри-Гаррард всю оставшуюся жизнь считал себя виновным в гибели командира и считал, что не сделал главного — не спас людей, возвращавшихся с полюса. Как выяснилось весной, в 12 милях к югу от них погибали Роберт Скотт, Эдвард Уилсон и Генри Бауэрс, которого Эпсли считал своим самым большим другом. 16 марта Черри привёз на мыс Хат Дмитрия, который был обездвижен. В официальном отчёте Аткинсон записал: «В соответствии с данными ему указаниями и в сложившихся обстоятельствах Черри-Гаррард поступил совершенно верно во всех отношениях. Я абсолютно убеждён, что никакой другой офицер экспедиции не справился бы лучше». В. С. Корякин также считал, что шансов вытащить Скотта и спутников у Черри-Гаррарда и Гирева не было. Черри остался единственным участником команды, обладавшим навыками путешествия по шельфовому леднику, а отпущенный ему срок определялся возможностями собачьих упряжек и массой груза. Даже если бы они с Дмитрием стали кормить собак собаками, то остались бы без транспорта в самый критический момент помощи обессилевшим людям:

Увы, чуда не произошло, но более или менее детальный анализ ситуации показывает, что Э. Черри-Гаррард в своём положении сделал всё что мог и не мог сделать больше.

### Весенний поход и возвращение

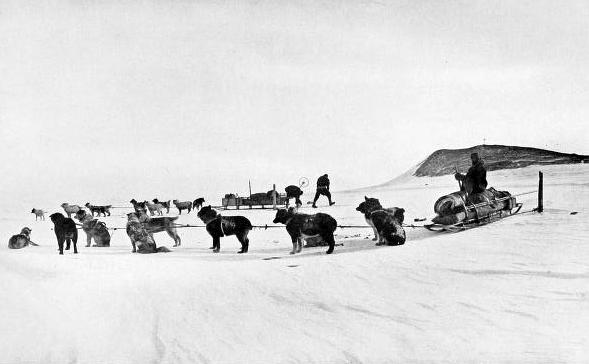
Черри-Гаррард, Аткинсон и Гирев с упряжными собаками 1 ноября 1912 года

Экспедиционеры оставались на мысе Хат, не имея возможности перейти на главную базу до замерзания льдов в заливе. Физическое и психическое состояние Черри внушало серьёзные опасения находившемуся там доктору Аткинсону: он медленно набирал вес, страдал обмороками и тяжёлой депрессией, а затем головными болями, колол себе морфий. Дмитрий, напротив, встал на ноги сравнительно быстро. 30 марта Аткинсон записал в дневнике, что не сомневается в гибели группы Скотта. 2 апреля о том же написал в дневнике и Эпсли, и добавил: «Думаю, я попал в ад». 23 апреля началась полярная ночь, и только 30 апреля удалось перейти на мыс Эванса. Хотя прошло 6 недель с момента возвращения, Черри всё ещё не выздоровел. Всего на вторую зимовку остались 13 человек. Постепенно все втянулись в рутину, особенно много хлопот доставляли мулы, которых нужно было сохранить до весны. Эпсли помогал Аткинсону в биологических исследованиях и начал писать историю их экспедиции. Условия были далеки от комфортабельных: закончилось мыло, одно и то же нижнее бельё приходилось носить по месяцу и более. Черри читал присланные ему книги Диккенса и Шарлотты Бронте, Райдера Хаггарда и иллюстрированный отчёт о коронации Георга V. Физически он так и не восстановился и потерял пол-стона веса. Аткинсон поручил ему описать и упаковать всё имущество Уилсона и Бауэрса.
Выступив 1 ноября 1912 года с мыса Хат, команда Аткинсона двенадцать дней спустя нашла палатку Скотта, почти целиком занесённую снегом.

Их было трое. Бауэрс и Уилсон спали в своих мешках. Скотт под конец откинул отвороты спальника. Левую руку он положил на Уилсона, верного друга на протяжении всей жизни. <…> Я уверен, что он умер последним, а ведь когда-то мне казалось, что он выносливостью уступает иным участникам экспедиции. Мы до сих пор не понимали, какой необычайной силой, и духовной, и физической, обладал этот человек.
Черри-Гаррард забрал с тела Уилсона томик Теннисона, который одолжил ему, прощаясь в декабре, и часы, чтобы доставить его вдове. Экспедиционеры сняли шесты палатки и накрыли тела пологом, а затем построили поверх снежную пирамиду в 12 футов высотой, увенчанную крестом из лыж; по сторонам стоймя установили нарты. Через неделю все вернулись на мыс Хат, убедившись в бесполезности мулов, которые отказывались есть.
«Терра Нова» пришла на остров Росса 18 января 1913 года, когда группа Аткинсона была готова начинать третью зимовку (Эпсли отправили на охоту и он убил двух тюленей). По предложению Черри-Гаррарда на судне изготовили крест из красного дерева, на котором вырезали цитату из «Улисса» Теннисона: «Бороться и искать, найти и не сдаваться». На судне Черри разместили в его прежней каюте, и на пути к Новой Зеландии он читал почту. 12 февраля он высадился в Литтелтоне. В Крайстчерче он встретился с вдовой Уилсона, которой передал прощальные письма и реликвии. В телеграмме от матери говорилось, чтобы он не обращал внимания на газетную шумиху и критиков, и что в Ламер приходит множество поздравлений с его благополучным возвращением. Однако его депрессия усиливалась из-за газетных публикаций, что Черри или Дмитрий Гирев могли бы пробиться к группе Скотта. Эпсли встретился с Кэтлин Скотт и был благосклонно принят. После того, как 6 марта «Терра Нова» отправилась в Англию, Эпсли 17 марта покинул Новую Зеландию рейсовым лайнером.

## До и после Первой мировой войны (1913—1922)

### В Англии

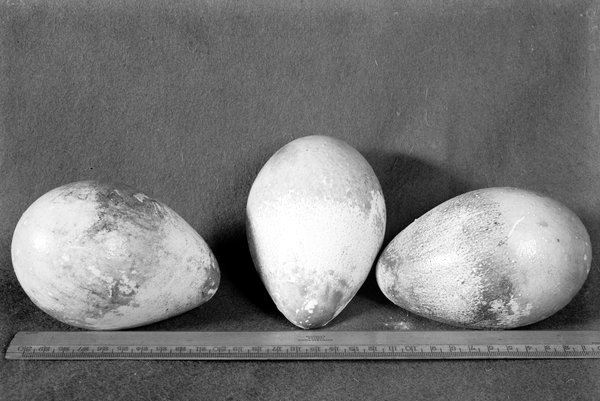
Яйца императорских пингвинов, доставленные Черри-Гаррардом

Эпсли Черри-Гаррард прибыл прямым рейсом парохода Osterley в Плимут, причём мать и сёстры Пегги и Эдит встретили его в Неаполе. За время его отсутствия поместье было электрифицировано, а вложения в ценные бумаги сделали его ещё богаче, чем до экспедиции. Одно только поместье в Суонси принесло в 1913 году 27 500 фунтов стерлингов ренты, а были ещё доходы от Денфорда, Ламера, Литтл Витенхэма и доходного дома в Лондоне. Он участвовал в чествовании экспедиции в Альберт-холле, был принят матерью Бауэрса, и постоянно общался с Орианой Уилсон и Кэтлин Скотт. 14 июня 1913 года Черри встречал «Терра Нову» в Кардиффе, где общался с матерью Отса, которая была крайне враждебно настроена к Скотту и пыталась восстановить истинную картину происходящего. Черри-Гаррард вместе со всей командой был удостоен королевской аудиенции 24 июля 1913 года, на которой ему вручили Полярную медаль в серебре с пряжкой «Антарктика, 1910—1913» — за участие в Британской антарктической экспедиции 1910—1913 г. В конце лета произошла трагикомическая история в Кенсингтонском музее, служители которого не желали принимать яиц пингвинов, для добывания которых в полярную ночь было принесено столько жертв. В своей книге «Самое ужасное путешествие» Черри-Гаррард описал данный эпизод с большим сарказмом.
В отличие от сотоварищей по экспедиции, у Черри-Гаррарда не было планов на будущее и необходимости устраивать свою жизнь. Однако по примеру покойного Уилсона и следуя семейной традиции, 27-летний Эпсли решил заняться медициной и устроился стажёром в местную больницу. Впрочем, основную часть времени он тратил на сортировку зоологических образцов, добытых в экспедиции. В Уитхэмстеде пользовались успехом его лекции с диапозитивами, что вызвало иск со стороны Понтинга, который настаивал на соблюдении своих прав на фотографии, однако потом его главным противником сделался Эдвард Эванс. Сильное раздражение у Эпсли вызвала передача экземпляров South Polar Times в Британский музей от имени леди Скотт, а не его самого.

### Китай и отчёт об экспедиции

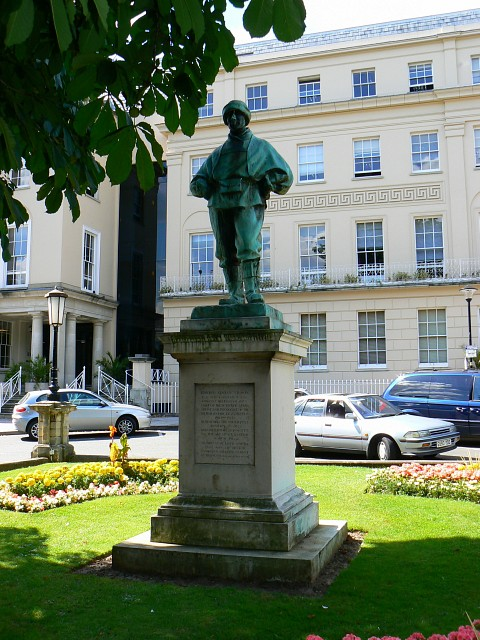
Памятник Уилсону в Челтнеме

Зимой 1913 года Черри-Гаррард переживал любовный роман, однако соблюдал викторианские правила благопристойности, поэтому имя его пассии осталось неизвестным. Дела экспедиции его не оставляли, после того, как унтер-офицер Эббот (участвовавший в незапланированной зимовке в ледяной пещере) испытал нервный срыв и был уволен из флота, Эпсли оплатил его лечение. Затем он финансировал судебный процесс, который завершился реформой системы лечения и реабилитации инвалидов-военнослужащих. Психическое состояние самого Черри оставалось крайне нестабильным. Предположительно, он страдал от посттравматического стрессового расстройства. Наблюдая его состояние, Аткинсон предложил ему отправиться вместе в Китай, где доктор Лейпер возглавил миссию военно-морского флота по исследованию шистосомоза. Одновременно он получил предложение от комитета экспедиции «Терра Нова» написать её официальный отчёт, но Эпсли Черри-Гаррард уже сделал свой выбор. 20 февраля 1914 года, всего через 10 месяцев после возвращения из Антарктиды, он отправился в Китай на пароходе «Малва». В проводах участвовали многие товарищи, Ориана Уилсон и Кэтлин Скотт. Об этом писали даже в лондонской «Таймс», назвав Эпсли «самым полезным членом экспедиции Скотта», ссылаясь на мнение выживших. 30 марта Лейпер, Аткинсон и Черри-Гаррард прибыли в Шанхай. Здесь доктор Лейпер нанял плавучий дом, обустроил там лабораторию, и приступил к методическому обследованию устья Янцзы и каналов. Их первой задачей было найти заражённого пациента и проследить цикл развития паразита, взяв образцы отложенных им яиц. Эпсли жил в отеле Astor House, откуда писал своему управляющему Фарреру о ходе гражданской войны в Китае, где за два с половиной года до того произошла Синьхайская революция. Параллельно он записывал свои воспоминания, чтобы на их основе начать писать отчёт об экспедиции. В его записной книжке появился перечень лиц, у которых нужно было просить права на рисунки и фотографии, личные дневники, а также вопросы, которые нужно было разрешить: например, причины облезания меха со спальных мешков или технология работы газового генератора, который вырабатывал осветительный ацетилен. Экспедиция Лейпера и Аткинсона не заинтересовала его, он отказался от идеи стать врачом, вдобавок, учёные перессорились. Наконец, он уехал поездом в Харбин, откуда через Транссибирскую магистраль вернулся 10 мая в Лондон. Здесь произошёл разрыв с возлюбленной Черри-Гаррарда. Судя по переписке с Аткинсоном, тот был в курсе дела и утешал друга. Эпсли даже думал вернуться в Шанхай, где учёные переключились на животных — переносчиков паразитов. Впрочем, он вскоре целиком погрузился в написание своей книги о путешествии. В июле 1914 года Черри побывал в Челтнеме на открытии памятника Уилсону работы Кэтлин Скотт.

### На подступах к фронту
Лето 1914 года по всем параметрам было благополучным для Черри-Гаррарда: за три дня до Сараевского убийства в переписке с управляющим говорилось, что доходы ещё более возросли. Эпсли купил один из первых в Хартфордшире автомобилей, а Кембридж находился в часе езды. Он продолжал общаться преимущественно с товарищами по экспедиции: в университете работали Дебенхэм, Райт, Гриффит Тейлор; иногда они посещали и Ламер, туда же временами наезжал штурман Пеннелл. После начала войны Черри-Гаррарды открыли в своём поместье офицерский госпиталь на 50 коек. Вскоре к Эпсли обратился Фредерик Тривз, который хотел использовать собак для поиска и перетаскивания раненых на передовой, и нуждался в эксперте. Проект проходил под эгидой Красного креста, но основные расходы нёс сам Черри-Гаррард. Охотничьих собак предоставил глава Харроу, испытания должны были проходить в Бельгии, куда Эпсли отплыл вместе со сворой борзых 19 августа. Спустя три дня из-за полной утопичности плана их отправил обратно генерал-майор Альфред Кеог, на что Черри-Гаррард обиделся. Пример отца настаивал, чтобы сын исполнял свой патриотический долг, и тогда было решено задействовать Эпсли в создаваемых мотоциклетных отрядах. Из-за плохого зрения он не годился в водители, и был отправлен механиком-стажёром в 14-й отряд Королевского инженерного корпуса как доброволец. Его поселили в казарме на общих основаниях, и в письмах домой он иронизировал, что оказался «среди героев Киплинга». В октябре начальство (благодаря хлопотам родни Орианы Уилсон) решило направить его в бронечасти, и 18 октября Черри-Гаррард был причислен к Королевскому военно-морскому резерву в звании лейтенанта. 9 ноября ему присвоили временное звание лейтенант-коммандера и назначили командиром пятого отряда бронеавтомобилей. Ему даже не пришлось проходить медкомиссии.

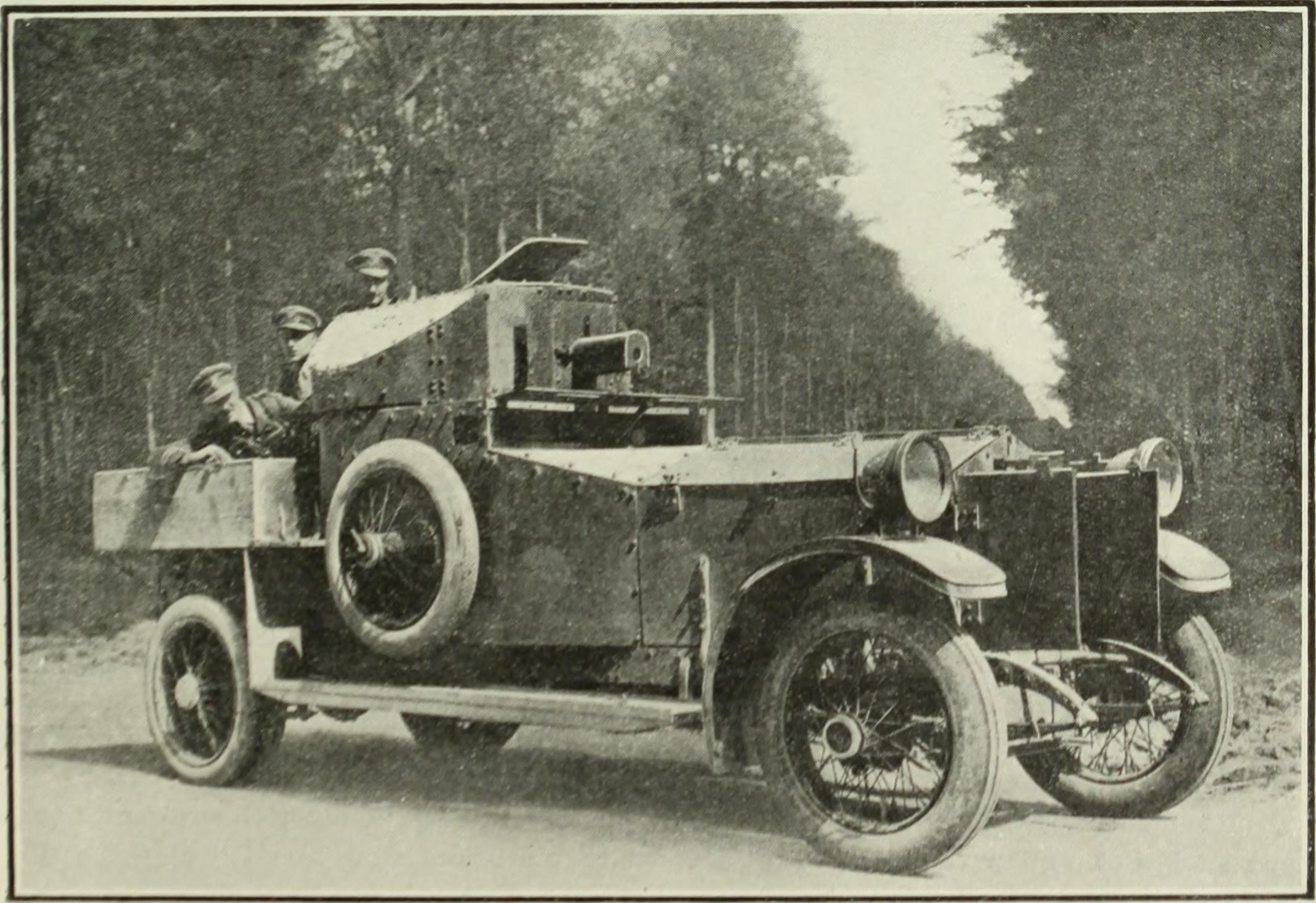
Аналогичными бронеавтомобилями была оснащена часть, в которой служил Черри-Гаррард. Фото из «The Times history of the war (1914)»

Непосредственным начальником Эпсли был Джосайя Клемент Веджвуд, а в его отряде служил Эббот, который излечился от невроза. С конца 1914 года бронечасти ВМФ получили на вооружение машины Rolls-Royce. Штаб-квартиру бронечасти разместили прямо в Ламере по соседству с госпиталем. Офицеры жили в усадебном доме, рядовых разместили в пристройках для слуг, а машины поставили в конюшнях. Черри-Гаррард также работал в тренировочном центре в Геррингтоне. 18 ноября сестра Милдред вышла замуж за Питера Эштона, который на следующий год был отправлен в Галлиполи и удостоился наград. Управляющему Фарреру Эпсли писал в декабре, что ожидает переброски на материк примерно через три недели. Однако в действительности их перевели во Францию только в апреле 1915 года. Пятый отряд, в котором служил Черри, оставили в резерве в Дюнкерке. Преимущественно он занимался приёмкой машин в ремонт на судостроительный завод Forges et Chantiers и их возвращением на фронт — это была бюрократическая работа, в реальных боевых действиях Эспли никогда не участвовал. Война почти не ощущалась: Эвелин Черри-Гаррард присылала сыну паштет из гусиной печени, масло, шоколад, которые распределялись среди рядовых. Иногда проводились футбольные матчи.

### Отпуск

#### Болезнь
В июне 1915 года бронечасть Черри-Гаррарда была возвращена в Ламер, который перепрофилировали в офицерский реабилитационный санаторий Красного креста. Мать Эвелин и сёстры Милдред, Эдит и Элси служили там же сёстрами милосердия. Черри-Гаррард проводил много времени в техническом комитете в Лондоне, поскольку был привлечённым экспертом по гусеничной технике. Далее без всяких видимых причин Эпсли был поражён колитом, который был диагностирован как последствие его экспедиции в Антарктиду. По мнению К. Алекзэндер, это заболевание имело психосоматическую природу, примерно так же квалифицировала его и С. Уилер. В августе бронечасть в Ламере была расформирована: руководство ВМФ признало нецелесообразным содержать моторизированные сухопутные части. Лечили его в родном доме, где он занимал собственную комнату. В ноябре 1915 года Эпсли предоставили трёхмесячный отпуск для излечения, но к началу 1916 года приступы колита не утихали, он был сильно истощён, в довершении всего заболел гриппом. Психическое его состояние было крайне неровным, это проявлялось в раздражительности, жизнь в поместье казалась томительной. Своё тридцатилетие он отпраздновал охотой на фазанов. В феврале 1916 года Адмиралтейство отправило его в бессрочный отпуск с половинным жалованьем, медицинская комиссия признала, что для излечения потребуется не менее 9 месяцев. После введения подоходного налога, в апреле 1916 года Эвелин Черри-Гаррард закрыла санаторий в Ламере и объявила, что сын должен исполнять свои обязанности главы поместья. Вместе с незамужними дочерьми она уехала в Саутгемптон. Эпсли остался один, забросил все дела, и преимущественно соблюдал постельный режим. Сильным потрясением для него стала гибель Пеннелла в Ютландском сражении.

#### Знакомство с Бернардом Шоу

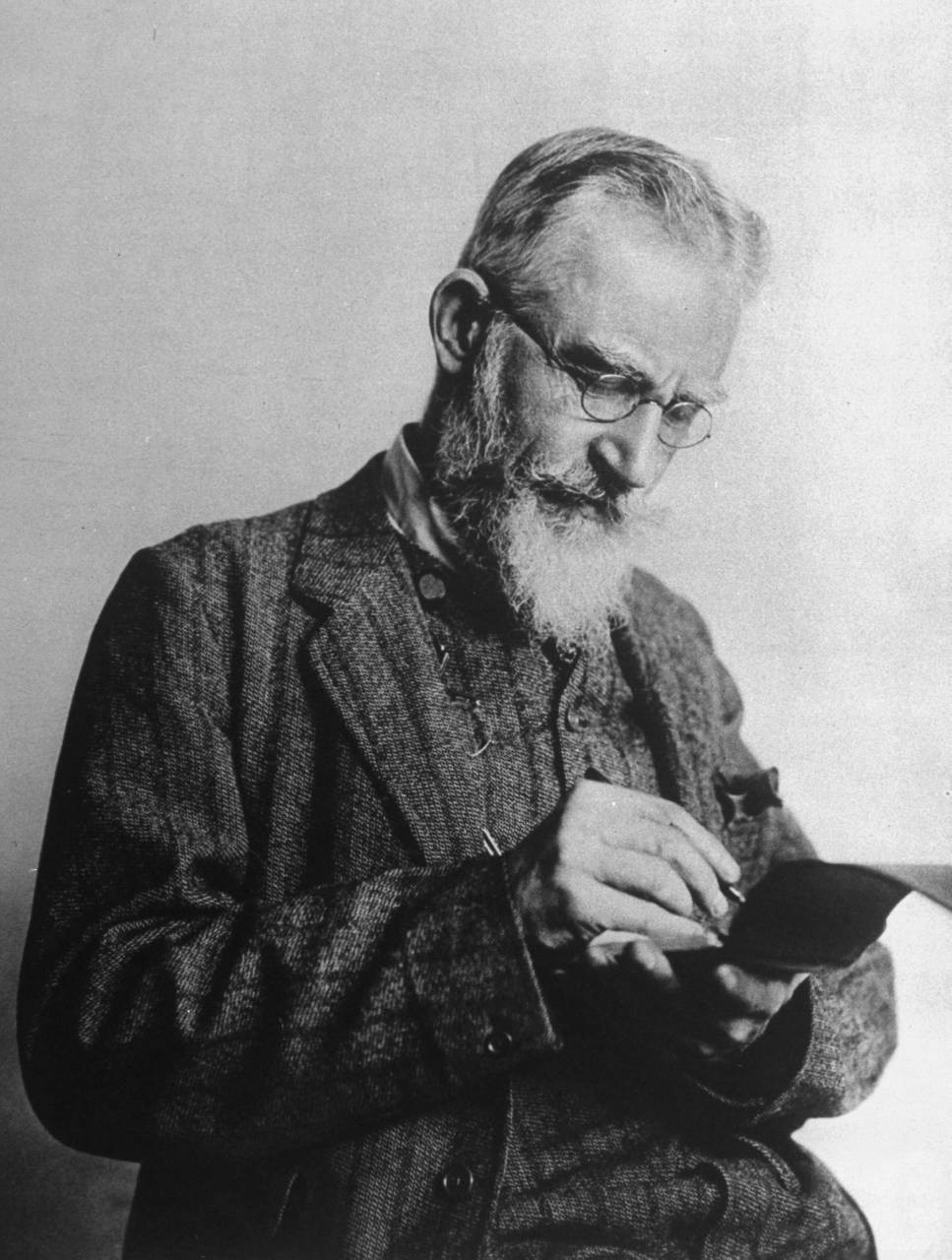
Джордж Бернард Шоу в 1914 году

Вскоре Черри-Гаррард поссорился с епископатом Питерборо из-за назначения в Уитхэмпстед нового каноника. Хотя он сам никогда не посещал церкви, но платил 300 фунтов стерлингов десятины (не считая разовых пожертвований), и считал своим долгом вмешаться. Предыдущий каноник умер в 85-летнем возрасте, причём следующие два года его место оставалось вакантным; вновь назначенному канонику Нэнсу было 64 года. Эпсли написал епископу, до каких пор их графство будет синекурой для священников-пенсионеров? Он вёл прежний затворнический образ жизни, но постепенно восстанавливался, и к сентябрю мог пройти 300 ярдов по парку, не запыхавшись. Управляющий Фаррер приезжал к нему. Весной 1916 года они поссорились: когда Эпсли предложил ему поохотиться на куропаток, тот неожиданно резко сказал, что тысячи убитых молодых людей вопиют, и в такой ситуации стыдно вообще покидать дом. По соседству с Ламером разместили воздушно-зенитную часть, в которой офицеры квартировали в соседнем гольф-клубе. В сентябре 1916 года графство подверглось нападению немецких дирижаблей, сбросивших более 30 бомб. Свидетелем бомбёжки был и Черри-Гаррард. Когда цеппелин был сбит, в толпе, сопровождавшей опознание его экипажа оказался и Джордж Бернард Шоу.
После войны Шоу купил виллу в Айоте, в которой проводил часть года; Ламер располагался в четверти мили, их земельные владения граничили. Знакомство первым начала его супруга Шарлотта, которая явилась к Черри; дружба продлилась до самой смерти Шоу в 1950 году, несмотря на все их идеологические и политические различия. Убеждённый вегетарианец не одобрял любви Эпсли к охоте (при первой встрече Шоу столкнулся с Черри, держащим в одной руке застреленного кролика, а в другой — пистолет). Они возглавили кампанию по учетверению фонда на муниципальные расходы, кроме того, Шоу тоже был страстным автомобилистом. Согласно, С. Уилер, объединяли их также атеизм и циническое отношение к жизни. Благодаря Шоу, Черри познакомился с Арнольдом Беннетом, чьи книги когда-то брал с собой в Антарктиду. Некоторое время в Ламере частым гостем был Джеймс Барри, давний друг Роберта Скотта, однако в силу природной застенчивости ему, как и самому Черри-Гаррарду было проще коммуницировать по переписке.

### Конец войны
Осенью 1916 года Эпсли переехал в Лондон. Самочувствие его улучшилось, у него появилась пассия по имени Кристин Дэвис, о которой почти ничего не известно. В октябре Черри-Гаррад предстал перед медкомиссией ВМФ, которая признала его непригодным к дальнейшей службе. Он был демобилизован и отправлен на обследование в санаторий на севере Шотландии. После лечения, он задумался о сокращении своих владений и приказал Фарреру продать одну из отдалённых ферм, не желая платить налогов и оплачивать страховку. На Рождество у него гостила Кэтлин Скотт с сыном Питером. Бернард Шоу читал им свою новую пьесу, а Черри устроил салют. Вместе они встретили и новый, 1917-й год. После этого Кэтлин настояла, чтобы Эпсли поехал в Лондон — его депрессия не проходила. Вдобавок, 26 декабря дядя Реджинальд Смит покончил с собой, выбросившись из окна своей квартиры, где обычно останавливался и Эпсли. Хоронили его 29 декабря.
В 1917 году Черри-Гаррард вёл более светский образ жизни: мать и сын Скотты гостили в Ламере не реже раза в месяц, когда в Хартфордшире жили супруги Шоу, они ходили на обед и чай и приглашали к себе. Кэтлин Скотт устроила в поместье скульптурную мастерскую и пристрастилась к охоте. Отношения Черри с Кристин Дэвис развивались и она настаивала на обручении, хотя и упрекала Эпсли в «недостаточной страстности». Об этом он откровенно рассказывал Кэтлин Скотт, с которой также вступил в близкие отношения. Наконец, в мае они расстались с Кристин, и её место заняла некая Рассел Кук, напоминающая «фарфоровую куклу с классической английской внешностью». Кэтлин её невзлюбила, а затем у Черри в июне произошёл приступ лунатизма и они тоже расстались. Шарлотта Шоу откровенно заявила Кэтлин Скотт, что «Кристин нравилась ей больше». В июне они ездили в усадьбу Рассел на острове Уайт, где Эпсли познакомился с сыном её сводной сестры — известным морским историком Стивеном Роскиллом. С Кэтлин Черри продолжал поддерживать отношения, но, по её словам, никогда не был влюблён. Когда она устроилась на работу в министерстве социального обеспечения, Питер Скотт поселился в Ламере, и с Эпсли они отлично ладили.

### «Самое ужасное путешествие»

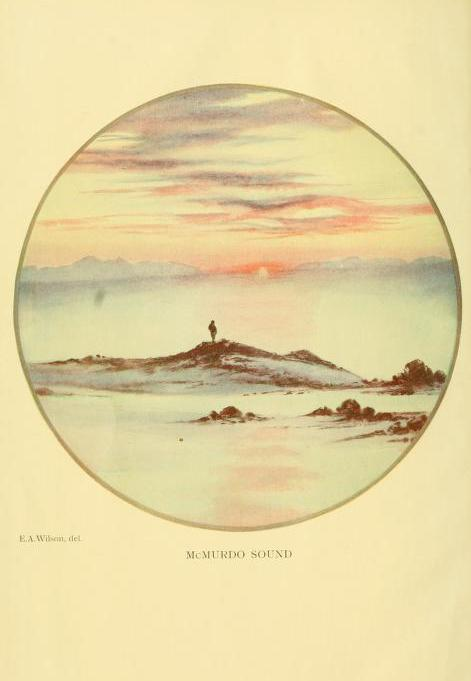
Фронтиспис книги «Самое ужасное путешествие» с репродукцией акварели Э. Уилсона

После конфликта с руководством Кенсингтонского музея в 1917 году, Черри-Гаррард отказался от идеи написать официальный отчёт об экспедиции Скотта. Конфликт с каноником Нэнсом продолжался, на этот раз его причиной стал отказ церкви подписаться на установку памятника погибшим на войне героям. Он вновь сошёлся с Рассел Кук, которая жаловалась Кэтлин Скотт на его холодность (и спровоцировала следующую запись в дневнике: «А как вообще можно любить Черри?»). Далее много душевных сил у Эпсли отняло сумасшествие коллеги по экспедиции — биолога Дэниса Лилли, который более трёх лет провёл в лечебнице и так и не восстановился. Он был единственным другом, который посещал Ламер в самые тяжёлые для Черри месяцы 1916 года. Послевоенный экономический кризис не слишком затронул его, собственно, обработкой земли в Ламере и взиманием ренты занималась фирма «Rumball & Edwards» в Сент-Олбанс; Эпсли даже думал отказаться от Ламера и построить коттедж в Виттенхэм Вуд, где владел участком земли. Также он решил избавиться от части ювелирной коллекции и столового серебра. Налоговая реформа вообще сильно раздражала его как представителя класса помещиков.
Черри-Гаррард продолжал собирать материалы и воспоминания своих товарищей по антарктической экспедиции, набросал несколько глав и в октябре 1918 года рискнул читать вслух Бернарду Шоу и Кэтлин Скотт, получив одобрение. Возобновив переговоры с генералом Лайонсом, Черри обратился к юристам, чтобы выяснить, сможет ли законно опубликовать собственную книгу вне Антарктического комитета. Оказалось, что для этого нужно получить у других участников экспедиции разрешение на использование их дневников. Лайонсу он писал, что надеется вскоре отправить машинопись в 200 страниц. В версии 1919 года книга называлась «Никогда больше: Скотт, пингвины и полюс» (Never Again: Scott, Some Penguins and the Pole). Черри писал, что не хочет научного отчёта, который будет похоронен на пыльных библиотечных полках, а желает, чтобы его книгу читали. По мнению С. Уилер, подкреплённому собственной перепиской Черри, этот вариант книги был компромиссным, не содержа критики Скотта, Эванса и Мирза, а также собственного мнения о противоречащих друг другу целях экспедиции. В 1921 году вышла книга Эванса «К югу со Скоттом», которая вызвала скандал, поскольку её автор использовал дневники Бауэрса и других участников команды, не получив разрешения родных. К тому времени Черри-Гаррард официально разорвал все отношения с издательским комитетом экспедиции, и откровенно писал в предисловии:

К сожалению, мне никак не удавалось примирить свою исповедальную искренность со сглаженными формулировками официального отчёта; я понял, что ставлю Антарктический комитет в затруднительное положение, из которого есть только один выход — забрать книгу из его рук; ибо стало ясно, что написанное мною совсем не то, чего ждут от комитета, даже если никто из его членов не станет отрицать ни одного моего слова. Надлежащий официальный отчет представляется нашему воображению в виде объёмистого фолианта, точь-в-точь повторяющего другие научные отчеты, скрытые от глаз на пыльных полках музея: он должен изобиловать, говоря словами комитетских установлений, «сведениями о сроках стартов, продолжительности походов, условиях на почве, погоде», не очень полезными для будущих исследователей Антарктики и не облегчающими душу автора.
Во время Рождественских каникул 1919 года в Ламере, Джордж Бернард Шоу разобрал каждый лист машинописи, и прикрепил к стене расписанные им на половинке страницы правила пунктуации, особенно использования двоеточия и точки с запятой. Черри-Гаррард признавал, что проведённая Шоу правка и заданные им вопросы сильно изменили текст его рукописи. Сам Джордж Бернард много лет спустя писал, что идею помогать Эпсли подала Шарлотта Шоу, он также решительно отказался афишировать редакторскую работу. Бернард также подсказал, что хорошая книга не получится без героев и без характеров, что побудило Черри-Гаррарда заняться психологическим анализом и начать выстраивать фабулу, раскрывать мотивацию и личности своих товарищей. Эпсли достаточно разбирался в литературе, чтобы понять, что интерес читателя вызывается только живыми характерами. По словам С. Уилер, без консультации Шоу «Самое ужасное путешествие» превратилось бы в «самую скучную историю в мире». Тем временем связь Черри с Рассел окончательно закончилась, хотя они сохранили добрые отношения. Рождество 1920 года он провёл у её семьи на острове Уайт. Новой его пассией стала лондонская студентка Тельма, которая занималась искусством, впрочем, вскоре он стал встречаться с некоей Глэдис Орр. Работая над книгой, Эпсли попутно написал рецензию на новую книгу Шеклтона «Юг» о судьбе его Трансантарктической экспедиции. Параллельно он занялся организацией кампании в прессе, чтобы прекратить истребление морских млекопитающих на острове Маккуори.
Зимой 1920 года ссора между Кэтлин Скотт и Черри-Гаррардом едва не привела к судебному разбирательству, но они всё-таки сохранили подобие мирного общения. Именно К. Скотт привезла в Ламер Фритьофа Нансена, которого Эпсли называл «родоначальником современных санных походов вообще». Великий норвежец пробыл в поместье два дня, которые было проведены в непрестанном общении. Далее встал вопрос об издателе: Смит отпадал, поскольку был постоянным сотрудником Антарктического комитета. Шоу предложил обратиться к эдинбургской фирме R. & R. Clark, но издаваться за свой счёт, чтобы полностью контролировать процесс набора и распространения. Наконец, в июне 1922 года контракт был заключён с издательством Constable. По контракту первый тираж должен был составить 1500 экземпляров, книга выходила в двух томах с цветными литографированными иллюстрациями и картами. Цена была назначена в 3 фунта стерлингов. В декабре книга вышла в свет и тут же удостоилась внимания прессы. Одна из первых рецензий была написана известным историком антарктических экспедиций преподобным Джорджем Мэйром. Библиотекарь Географического общества и биограф Шеклтона Хью Роберт Милл счёл, что Черри-Гаррард внёс крупный вклад в изучение психологии полярников. Высокую оценку книге вынес и Голсуорси, о чём Эпсли писал своим корреспондентам с гордостью. Были и негативные отзывы: особенно возмущалась Кэтлин Скотт, поскольку Черри-Гаррард описал все слабости её покойного мужа и не думал представлять путешествие в апологетическом ключе. В «The Manchester Guardian» возмутились финалом книги:

…Мы — народ лавочников, а ни один лавочник не поддержит исследование, которое не обещает ему барыш в течение года. И вы почти в одиночестве потащите сани, но те немногие, что впрягутся рядом, не будут лавочниками, а это многого стоит.

## Последующие годы жизни (1923—1959)

### «Ревущие двадцатые»
Тираж «Самого ужасного путешествия» был распродан за две недели, после чего был заказан новый тираж, в котором было меньше иллюстраций (возобновление литографских камней оказалось слишком хлопотным). Успех привёл к тому, что фамилия Черри-Гаррарда была внесена в справочник «Who's Who». Материальное его положение изменилось мало: из-за высоких ставок налога, он был вынужден продать (по согласованию с матерью) старое родовое поместье Денфорд. Поскольку запрошенную сумму в 28 000 фунтов стерлингов получить не удалось, дом и 785 акров земли были выставлены на аукцион, принёсший 20 000 фунтов. Эти деньги были инвестированы в акции, чтобы обеспечить пожизненный доход для Эвелин по завещанию покойного отца Черри-Гаррарда. Судя по переписке, Эпсли не испытывал сентиментов по поводу утраченного семейного гнезда. В 1923 году вместе с Шоу они увлеклись радиолюбительством и приобрели радиостанции. Летом того же года Эпсли и Бернард взялись за ликвидацию свалки в миле от Айона. Благодаря Шоу, с 1925 года Черри-Гаррард познакомился с Томасом Лоуренсом, известным как «Лоуренс Аравийский».
Летом 1924 года пришли известия о гибели Дж. Л. Мэллори при попытке покорения Эвереста, что стало потрясением для Черри-Гаррарда. Эпсли сравнивал Мэллори с Эдвардом Уилсоном, что было в его устах наивысшей похвалой (сравнение было помещено в предисловие к биографии Уилсона). На протяжении 1920-х годов Черри считался экспертом международного уровня по полярным исследованиям, и в июне 1926 года Daily News взяла у него большое интервью в связи с первым перелётом из Лондона в Кейптаун. Параллельно из-за всеобщей забастовки и остановки железных дорог не удалось отправить урожай из Ламера в Лондон, что принесло ощутимые материальные потери. Он всё больше замыкался в себе, не ожидал ничего хорошего от будущего и почти порвал все связи с родственниками. Несмотря на суды с арендаторами и угрозы от профсоюза фермеров, Черри-Гаррард оставался состоятельным помещиком: к 1929 году ему выплатили последний транш ипотеки в Суонси (18 000 фунтов), а площадь владений в Ламере достигала 900 акров, из которых 143 было занято парком. В поместье в Сибруке 300 акров было засажено буком и лиственницей. Сделано это было потому, что участки с лесом не подлежали взиманию поземельного налога. Кроме того, в США возрос интерес к Антарктиде и Черри-Гаррард подписал пятилетний контракт с издательством Dial Press (ныне поглощено Doubleday) на однотомное издание своей книги по цене 5 долларов за экземпляр. «Самое ужасное путешествие» имело большой успех у американской публики, а один из критиков в «Bookman» заметил, что «книга так же захватывает, как детектив, и так же трагична, как русские романы».
Великая депрессия привела к усилению налогового прессинга на английских помещиков, что резко ухудшило отношение Черри-Гаррарда к правительству, и без того негативному. Ранее Эпсли даже отказался участвовать в церемонии открытия Института полярных исследований имени Скотта, поскольку тот был государственным. Тем не менее, он купил несколько картин Уилсона и повесил их в гостиной Ламера, а в портретную галерею установил несколько чучел пингвинов. После 40-летия его взгляды и вкусы не прогрессировали, он был последовательным консерватором и не переносил авангарда. Несмотря на свой атеизм, во время приступов меланхолии он обращался к христианским мистикам, особенно Фоме Кемпийскому.

### Тридцатые годы
В следующем десятилетии образ жизни Черри-Гаррарда не изменился. Он общался с преподобным Сивером, который взялся за написание биографии Э. Уилсона. В доме Бернарда Шоу он познакомился с Чарли Чаплином (тот представлял в Англии свой фильм «Огни большого города») и Эми Джонсон, первой женщиной-пилотом, совершившей перелёт в Австралию. В основном Черри занимался орнитологией, а также консультировал скульптора Джеггера, ваявшего бронзовую фигуру Шеклтона для Географического общества. Отмена золотого стандарта лишила его многих инвестиций (в частности, в акции железных дорог Южной Америки и Африки), однако до разорения было далеко. Судя по свидетельствам его близких, во время приступов депрессии он напоминал «полуманьяка, озлобленного на коммунистов и весь рабочий класс вообще».
После 50-летия жизнь Эпсли Черри-Гаррарда стала ещё более размеренной. Когда Дебенхэм стал директором Полярного института, Эпсли примирился с этим учреждением, и активно пользовался его библиотекой и архивом. Два раза в год он покидал Англию, прежде всего, чтобы избежать рождественских праздников. Несмотря на то, что он ещё в 1910-е годы понимал перспективы авиаперевозок, Черри никогда не пользовался самолётами. Больше всего он любил круизные поездки на пароходе до Марселя или Палермо.
В феврале 1935 года скончался Герберт Понтинг, и Черри воздал ему должное, написав некролог для журнала Королевского географического общества. Главной его темой была невероятная красота Антарктики, которую покойный сумел понять, запечатлеть на камеру и показать её миру. Однако красота эта неразрывно связана с трагедией. Чтобы вывести Эпсли из меланхолии, друзья решили рекомендовать его в престижный литературный клуб «Атенеум»; с тех пор в анкетах «род занятий» он неизменно обозначал как «литератор и путешественник». Пройдя двухлетний испытательный срок, в ноябре 1937 года Черри-Гаррард единогласно был избран действительным членом клуба. К тому времени «Самое ужасное путешествие» прочно воспринималось как классика, а в букинистических магазинах могли запрашивать до 10 гиней за экземпляр; по словам С. Уилер, «удивительная сумма за книгу, изданную немногим более десятилетия назад». После долгих проволочек, в 1937 году вышло английское однотомное переиздание книги Эпсли в твёрдом переплёте, большинство иллюстраций были элиминированы, однако остались четыре карты — все в чёрно-белом воспроизведении. Тираж в 1000 экземпляров по цене 7 шиллингов 6 пенсов был распродан молниеносно, пришлось сделать две допечатки. Тогда же он заинтересовался общедоступной дешёвой серией «Penguin», и Бернард Шоу ещё с 1936 года вёл переговоры о включении «Самого ужасного путешествия» в издательский план. Шестипенсовое издание в мягкой обложке вышло в июне 1937 года, и перепечатывалось трижды до конца 1938 года. Свой консерватизм Черри-Гаррард проявлял оригинально и здесь: лично с ним работала Юнис Фрост — одна из немногих женщин в издательском мире того времени, но до 1943 года адресованные ей письма Эпсли начинал с фразы «дорогой сэр». Консерватизм не помешал Черри-Гаррарду участвовать в пробной телевизионной передаче, которую BBC транслировала в декабре 1937 года.

### Женитьба

Эпсли и Анджела Черри-Гаррарды в день свадьбы 6 сентября 1939 года

Летом 1937 года Черри-Гаррард отправился в круиз по Северному морю на норвежском лайнере «Орион» с посещением Дании и Норвегии. Во время поездки произошло знакомство с 20-летней Анджелой Тёрнер, которая путешествовала с родителями и младшим братом Ноэлем. Тёрнеры были зажиточным семейством из Ипсвича, отец работал геодезистом и агентом по недвижимости. Они знали, кто такой Черри-Гаррард и читали его книгу в «пингвиновском» издании. Во время посещения Берген-фьорда, Эпсли подарил Анджеле кусочек кварца, подобранного на морском берегу. Позднее она шутила, что ритуал ухаживания у пингвинов также начинается с вручения самцом камня — важнейшего материала для гнездования. Через две недели после возвращения Анджела побывала в Ламере, там же она отпраздновала свой 21-й день рождения. Эпсли не скрывал от неё своего скептического отношения к институту брака и того, что боялся женщин, не получил удовлетворения от предыдущих отношений, и был свидетелем тяжёлых разводов своих друзей. Она была под впечатлением его манер и образования, наличия состояния и усадьбы, 30-летняя разница в возрасте не казалась принципиальной. Своей матери Эвелин он ничего не сообщал, и, как обычно, отправился на Рождество в очередной круиз, во время которого бомбардировал Анджелу телеграммами.
Отношения развивались в течение 1938 года: Черри-Гаррард устраивал Анджеле автомобильные поездки (нанимая водителя), она могла надолго оставаться в Ламере, несмотря на неодобрение своей матери. Она любила охоту и носила за Черри сумку с боеприпасами, побывали они и на регате в Хенли. Анджела Тёрнер понравилась Бернарду и Шарлотте Шоу, и даже бывшей возлюбленной Эпсли. Когда выяснилось, что Анджела увлекается романами Герберта Уэллса, её немедленно позвали на обед в лондонскую квартиру Шоу, на который пригласили и знаменитого писателя. Летом 1939 года, предчувствуя начало войны, Черри-Гаррард с Анджелой отправились в круиз, охватывающий Прибалтику и Исландию. Из-за аннексии Данцига, балтийская часть путешествия сорвалась, взамен они отправились на Оркнейские острова. В Осло Черри-Гаррарду позволили подняться на борт «Фрама», и он стал менять своё прежнее отношение к Амундсену.
Эпсли Черри-Гаррард сделал предложение Анджеле Тёрнер 1 сентября 1939 года — в день начала Второй мировой войны. По своему неумению выражаться вслух в психологически важные моменты, сделал он это по телефону, и предложил подумать. Она немедленно оповестила родителей, которые не возражали, прежде всего, из-за богатства Черри. Свадьбу решили провести немедленно, ожидая немецкого вторжения на Острова, церковное разрешение было получено по законам военного времени, то есть без оглашения. Венчались 6 сентября в церкви Сент-Маргарет в Ипсвиче, свидетелями были родители невесты и двое её дядей; от семейства Черри-Гаррардов не было никого. Предварительно Эпсли лично съездил к матери. Ему было 53 года, то есть он был на год старше своего отца, когда тот вступил в брак; Анджеле было 22 года. Сразу после венчания они выехали на автомобиле в Ламер, поскольку из-за светомаскировки нужно было успеть засветло. На малой родине их встретили приветливо, и Эвелин Черри-Гаррард также была очень довольна своей невесткой. Новоявленная леди Черри-Гаррард немедленно наладила связи с местным церковным приходом и сделала за первые шесть недель для общины больше, чем её муж за всю жизнь.

### Годы Второй мировой войны

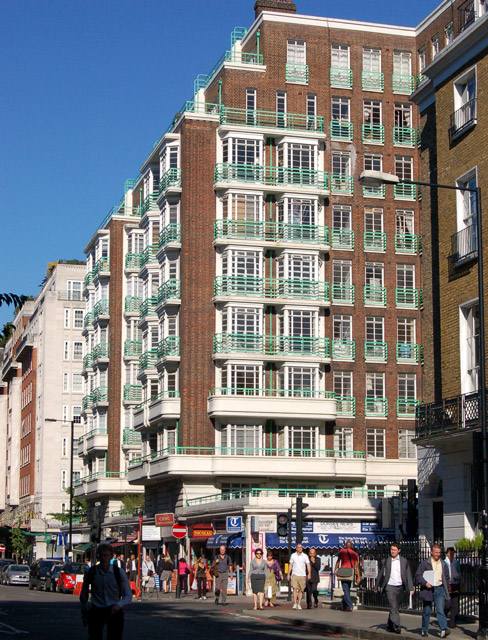
Вид «Дорсет Хауса» в 2009 году. В этом доме с 1942 года супруги Черри Гаррард снимали квартиру

После начала Второй мировой войны Черри-Гаррард переиздал «Самое ужасное путешествие» в твёрдом переплёте, поскольку тема Роберта Скотта оставалась важной для английской пропаганды. Однако он был равнодушен к иностранным изданиям, не стал продлевать права в США и отказался от предложенного ему польского перевода. В декабре 1939 года его одновременно поразили энтерит, артрит, бронхит и ревматизм. Вероятно, это было следствием нервного потрясения.
В 1940 году земли поместья Ламер были переданы в распоряжение Военного сельскохозяйственного комитета, и положенные по закону 100 акров были распаханы и засеяны пшеницей и иными зерновыми культурами. Черри-Гаррарду впервые в жизни пришлось заниматься сельским хозяйством. Поскольку взрослых мужчин не хватало, он нанимал школьников на неполный рабочий день и сам заведовал сельскохозяйственной техникой. Свою обширную библиотеку Черри предоставил офицерам управления специальных операций (УСО). Записался он и в местное ополчение. Большой дом был закрыт, поскольку его невозможно было отапливать, супруги поселились в библиотеке. Мяса почти не полагалось по продовольственным карточкам, но Черри охотился на кроликов. Леди Гаррард завела два курятника и занималась огородом. Во время Битвы за Англию немецкие бомбардировки добрались и до Уитхэмпстеда: крыша дома Шоу была повреждена осколками, а от разрыва бомбы в Ламере высадило 14 окон и входную дверь. Частым гостем в поместье был и Джеффри Де Хэвилленд, поскольку рядом располагалась испытательная база его фирмы. Черри-Гаррард даже впервые в жизни поднялся в воздух на военном самолёте. В общем, несмотря на войну, книги Черри-Гаррарда хорошо продавались, как в твёрдом, так и мягком переплётах, и заказы в издательство поступали даже из Бирмы. Часть тиража погибла во время бомбардировки, что вызвало затяжной процесс, была подана заявка в комиссию по военному ущербу. В конце 1941 года, во время отъезда Анджелы в Лондон, у Эпсли произошёл нервный срыв, он звонил соседу, утверждая, что немецкие диверсанты спрятались в саду. Офицеры УСО осмотрели дом и заверили владельца, что никаких грабителей или диверсантов не прячется ни в парке, ни на чердаке. Известия об этом побудили его зятя Питера Эштона (мужа сестры Милдред) начать процесс о признании Эпсли недееспособным. Только вмешательство Бернарда Шоу не позволило поместить Черри-Гаррарда в психиатрическую лечебницу. Относительно быстро невроз прошёл сам собой, оставив провал в памяти на время бреда (туда попали известия о Пёрл-Харборе); по словам С. Уилер, Эпсли так и не узнал о роли Бернарда в своём деле.
Зима 1942 года была ещё более тяжёлой, поскольку все слуги и большая часть деревенских жителей были мобилизованы. Супругам пришлось осваивать сепаратор и искусство сбивания сливочного масла, у Эпсли произошёл приступ артрита, из-за которого он не мог ходить и даже писать. Было принято решение переезжать в Лондон, поскольку посещать сеансы физиотерапии на поезде было слишком накладно. В результате они сняли за 220 фунтов стерлингов в год квартиру № 23 в «Дорсет Хаус» — 185-квартирном доме для представителей элиты, не желающих отягощать себя бытовыми заботами. Соседом сверху был Бертран Рассел, в доме квартировали также некоторые члены королевской семьи. Небольшая сумма аренды была возможна благодаря закону о контролируемой ренте, в самом здании было всё необходимое для жизни. Черри-Гаррард воспрял и стал посещать по субботам «Атенеум», в шаговой доступности был крикетный стадион и концертный зал. Бернард Шоу посещал супругов в городе, и было почти невозможно заставить вернуться Черри-Гаррарда в поместье. В результате его обязанности, в том числе в отношении его пяти сестёр, исполняла Анджела. В 1943 году скончалась Шарлотта Шоу и отец Анджелы, причём Эпсли не присутствовал на похоронах.

### Последние годы жизни

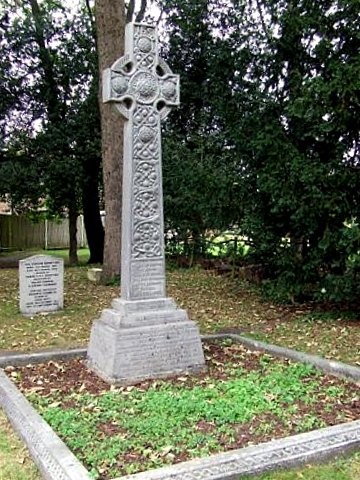
Надгробие Черри-Гаррарда на кладбище Сент-Хеленс

Летом 1945 года Черри-Гаррард снял соседнюю квартиру в Дорсет Хаусе и нанял строителей для их объединения. Приход к власти лейбористов усилил его социальную изоляцию, и обострил нервное заболевание. 29 июня 1946 года он впал в каталептический сон (страдая от бессонницы предшествующую пару лет), но 3 июля пришёл в сознание. Однако ещё около года он не покидал постели, утверждая, что ему больно двигаться. Клиническая картина соответствовала тяжёлой депрессии. По мнению С. Уилер, в случае Черри-Гаррарда соединились наследственные факторы, психическая травма, полученная в экспедиции Скотта, и последующие жизненные обстоятельства. Состояние его было настолько тяжело, что Анджела наняла двух сиделок — дневную и ночную, — поскольку мысль о госпитализации вызывала у Эпсли ужас. Питер Эштон вновь поднял вопрос о дееспособности главы рода Черри-Гаррардов. Наконец, был найден специалист-австралиец — доктор Руперт Рейнелл, который стал практиковать когнитивную терапию, побуждая Эпсли проговорить все события его жизни, а особенно — экспедиции Скотта, восстанавливая самооценку и восприятие реальности. Результаты лечения чуть не были сведены на нет кончиной 89-летней Эвелин Черри-Гаррард — матери. Однако к 1947 году Эпсли практически полностью вернулся к полноценной жизни.
В июле 1947 года поместье Ламер было продано за 45 000 фунтов стерлингов судовладельцу Николасу Кейсеру. Одной из побудительных причин послужила рекомендация доктора Рейнелла, поскольку слишком многие неврозы Черри-Гаррарда были завязаны на семейное гнездо. Он даже не стал разбирать вещи и пустил их на аукцион. 30-летняя Анджела оставила акварели Уилсона, кухонный аппарат Нансена и нарты, которые были пожертвованы Дебенхэму в Полярный институт. Осень супруги провели в Истборне. К 1948 году Эпсли полностью реабилитировался, чему, вероятно, способствовало очередное издание «Самого ужасного путешествия», разошедшееся стотысячным тиражом. Черри даже пожелал вернуть библиотеку и снял книги с продажи: к тому времени ещё не были даже готовы продажные каталоги. На некоторые издания он поместил помету: «Сохранённый экземпляр из Ламера»; например, на «Возвращённый рай», напечатанный в 1713 году. Это повернуло его интересы к библиофилии. В результате, столовая в его квартире была превращена в библиотеку, а наиболее ценные экземпляры хранились в банке. К числу таковых относился рукописный миссал XIV века, купленный на Sotheby’s. Вероятно, он был переписан для французского королевского семейства. Когда в 1961 году библиотека Черри-Гаррарда в свою очередь была продана на Sotheby’s, она принесла 64 215 фунтов стерлингов, из которых миссал стоил 22 000. В 1952 году Эпсли стал почётным членом ассоциации антикваров-букинистов и в инаугурационной лекции рассказывал о важности чтения и письма на зимовках в Антарктиде, завершив спич суждениями о ценности книг как таковых. Он искренне считал, что самым главным событием его жизни было написание книги, в который была раскрыта правда и красота сверхчеловеческого деяния.
После продажи поместья и умелых инвестиций, несмотря на девальвацию фунта стерлингов в 1949 году, состояние Черри-Гаррарда увеличилось. В 1949 году Эпсли и Анджела отправились в круиз в Грецию, возобновив прерванную войной традицию. Черри-Гаррард продолжал дружить с Б. Шоу, и когда тот выставил на продажу часть библиотеки, приобрёл для себя ценное издание Данте, и «Oxford Companion to English Literature» 1937 года. На титульном листе последнего Шоу написал в присущей ему манере: «Я никогда не открывал этой книги и удивлён фактом, что когда-то держал её у себя. Компаньоны мне не нужны». Спустя пять месяцев Бернард Шоу скончался; вскоре скончалась и сестра Эпсли — Милдред.
В 1952 году супруги трижды ездили в круиз на Средиземное море. На следующий год они собирались в Австралию, но у Черри случился тяжелейший приступ депрессии, который растянулся на 7 месяцев. Тем не менее, большой круиз вокруг Австралии, Новой Зеландии и Фиджи чета Черри-Гаррардов смогла осуществить осенью 1954 года, он продолжался почти шесть месяцев; супруги добрались даже до Гавайев и Калифорнии. Черри редко спускался на берег, и радовался, если видел свою книгу в витринах книжных магазинов (как в Окленде). После возвращения из круиза симптомы психоза вернулись к Черри-Гаррарду. Было предложено применить сеансы электросудорожной терапии, которую проводили на дому в Дорсет Хаусе. Результаты последовали немедленно и привели к существенному улучшению и стабилизации психического состояния. Больше он уже не мог совершать дальних поездок, постепенно слабел физически. Поскольку Черри-Гаррард стал чувствительным к городскому шуму, то настоял на переезде в Беркли, в котором вёл уединённую жизнь. В середине мая 1959 года он упал и сломал руку, и скончался от бронхита и сердечной недостаточности 18 мая в возрасте 73 лет. Похоронили его на кладбище Сент-Хеленс близ родового поместья Ламер, которое было к тому времени снесено.

## Память

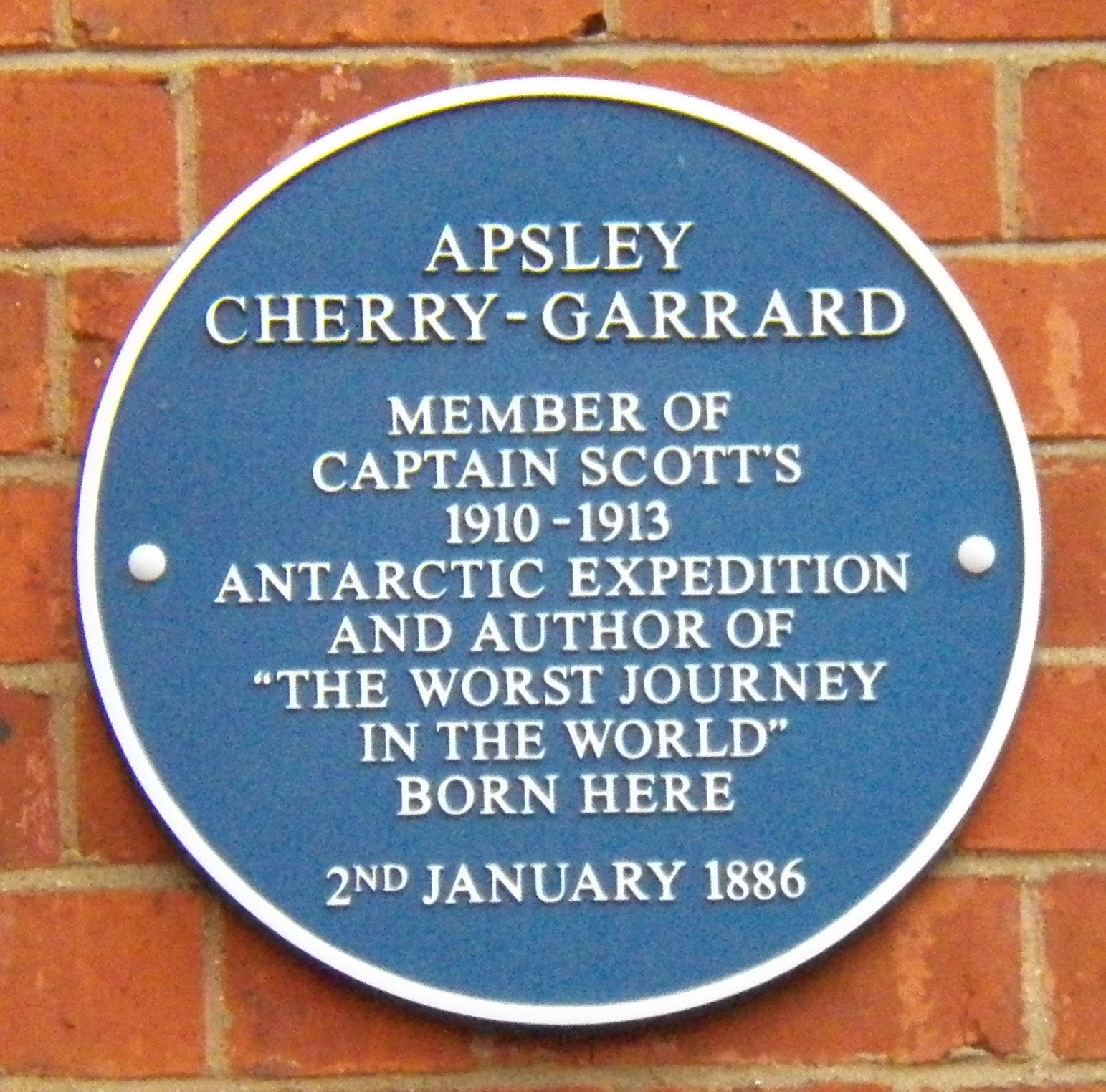
Мемориальная доска в Бедфорде

Опубликовав «Самое ужасное путешествие», Эпсли Черри-Гаррард стал заметной фигурой в литературной жизни Англии. Его книга переиздавалась на английском языке как минимум 17 раз и была причислена к классике литературы о полярных исследованиях. Рецензенты-современники по-разному отнеслись к его книге, в частности, в обзоре полярной литературы Фредерика Делленбо основной упор сделан на прославление Скотта и товарищей Черри-Гаррарда по экспедиции, а также способности автора передать собственные переживания и умело использовать дневники и переписку своих коллег. В рецензии «Географического журнала» подчёркивалось, что к 1923 году Черри оставался единственным выжившим участником экспедиции, который последним общался со Скоттом и его людьми перед их походом к Южному полюсу. Однако обозреватель понял и главную задачу Эпсли Черри-Гаррарда — предостеречь будущих исследователей и преподнести им своего рода учебник. Автор откровенно писал, что рационы Скотта, пригодные для обычного путешествия, оказались совершенно недостаточными при длительной физической работе в условиях низких температур. Творение Черри-Гаррарда в 2002 году возглавило рейтинг ста лучших книг о приключениях и экспедициях журнала «National Geographic Adventure».
После кончины Черри-Гаррард удостоился некролога в «Географическом журнале». Анонимный автор напоминал, что он являлся членом Королевского географического общества с 1914 года и был рекомендован лично Клементом Маркэмом. Книга «Самое ужасное путешествие» именуется «превосходной», именно она постоянно поддерживала внимание к автору. Выражалось и сожаление, что последующие заболевания помешали ему развить талант писателя.
Черри-Гаррард не интересовался фильмами и театральными постановками по мотивам событий экспедиции Скотта. В биографическом фильме «Scott of the Antarctic» (1948) Роберта Скотта сыграл Джон Миллс, а самого Черри-Гаррарда — Барри Леттс; прототип легко подписал документ с отказом о претензий и о праве создателей изменять образы героев и события для нужд художественного изображения. Во второй раз Черри-Гаррарда представили на экране в мини-сериале «Последнее место на Земле», в котором его играл молодой Хью Грант. Телеканал BBC Four в 2007 году поставил докудраму «Худшее путешествие в мире» по сюжету книги Черри-Гаррарда. В роли автора-рассказчика Марк Гейтис. В основном событийный ряд касается зимнего путешествия на мыс Крозье, поданного от лица Черри-Гаррарда, читающего свою книгу в клубе «Атенеум». Представлены также документальные съёмки хижины на мысе Эванса и остатков иглу на мысе Крозье.
Английская писательница и исследователь Антарктики Сара Уилер в 2002 году опубликовала первую биографию Черри-Гаррарда, основанную на солидном корпусе первоисточников, в том числе неопубликованных. Рецензент Люси Мур отмечала, что личный опыт автора был очень необходим, чтобы понять и донести до читателей антарктические переживания Черри-Гаррарда. В рецензии историка полярных путешествий Кэролайн Алекзэндер подчёркиваются достоинства единственной книги Черри-Гаррарда, которая характеризуется как «бесспорная классика». Биография, написанная С. Уилер, также оценивается очень высоко, как с точки зрения работы с источниками, так и психологической достоверности.
17 ноября 2010 года на стене дома в Бедфорде, где родился Черри-Гаррард, была открыта мемориальная доска. Мемориальная доска установлена и на стене деревенской церкви Сент-Хеленс энд Сент-Питер в Уитхэмпстеде. 27 писем Черри-Гаррарда из Антарктиды, адресованных матери, были выставлены в 2012 году на аукцион Christie's с эстимейтом 80 тысяч фунтов стерлингов. В 2013 году полярная медаль Черри-Гаррарда была выставлена на аукцион «Dix Noonan Webb» с эстимейтом 30 тысяч фунтов стерлингов.
Иглу, построенное на мысе Крозье Бауэрсом, Уилсоном и Черри-Гаррардом, было обнаружено новозеландской геологической экспедицией в сезон 1958—1959 годов, и внесено в список охраняемых объектов первой категории (№ 21 по классификации Antarctic Heritage Trust). В честь Эпсли Черри-Гаррарда названы гора на Земле Виктории; ледник Гаррарда в системе гор Куин-Александра; ледник Черри, стекающий в ледник Бирдмора с горы Адамса; а также ледопад Черри, стекающий от горы Барнса в системе Куин-Александра. В его честь также назван дигенетический сосальщик Lepidapedon garrardi, открытый и описанный во время экспедиции.

## Публикации
- Cherry-Garrard A. The worst journey in the world, Antarctic, 1910—1913. — London : Constable & Co Ltd, 1922. — Vol. One. — lxiv, 1—300 p.
- Cherry-Garrard A. The worst journey in the world, Antarctic, 1910—1913. — London : Constable & Co Ltd, 1922. — Vol. Two. — viii, 301—585 p.
- Cherry-Garrard A. Obituary: Mr. H. G. Ponting // The Geographical Journal. — 1935. — Vol. 84, no. 4 (апрель). — P. 391. — JSTOR 1785615.
- Черри-Гаррард Э. Самое ужасное путешествие / Перевод с английского Р. М. Солодовник под редакцией и с предисловием В. С. Корякина. — Л. : Гидрометеоиздат, 1991. — 552 с. — ISBN 5-286-00326-5.
- Черри-Гаррард Э. Самое ужасное путешествие / Перевод с английского P. M. Солодовник ; Научный редактор доктор. геогр. наук В. С. Корякин. — М. : Paulsen, 2014. — 528 с. — (Великие британские экспедиции). — ISBN 978-5-98797-085-0.